# Clasificación de FIBA Europa para la Copa Mundial de Baloncesto de 2023
La clasificación de FIBA Europa para la Copa Mundial de Baloncesto de 2023 fue el segundo torneo de selecciones nacionales de baloncesto que determinó los clasificados por parte del continente europeo a la Copa Mundial de 2023 que se disputará en Filipinas, Japón e Indonesia. La competición comenzó en febrero de 2020 y culminó en febrero de 2023. FIBA Europa contó con 12 cupos para el Mundial, los cuales fueron disputados por 32 equipos en los clasificatorios.

## Formato
La estructura de la clasificación se compone de la siguiente manera:
- Preclasificatorios
  - Primera ronda: los ocho equipos que no avanzaron a la clasificación para el Campeonato Europeo de Baloncesto Masculino de 2022 se dividen en dos grupos de cuatro. Los dos equipos mejor ubicados de cada grupo avanzan a la segunda ronda.
  - Segunda ronda: los cuatro equipos avanzados de los preclasificatorios se unen a los ocho equipos eliminados de los clasificatorios al Campeonato Europeo de 2022. Se dividen en cuatro grupos de tres equipos. Los dos mejores equipos de cada grupo avanzan a los clasificatorios.
- Clasificatorios: 
  - Primera ronda: Los 24 equipos que clasificaron al Campeonato Europeo y los ocho equipos que avanzaron de los preclasificatorios se dividen en ocho grupos de cuatro equipos para jugar partidos de ida y vuelta. Los tres equipos mejor ubicados de cada grupo avanzan a la segunda ronda.
  - Segunda ronda: Los 24 equipos que avanzaron se dividen en cuatro nuevos grupos de seis equipos. Todos los resultados de la ronda anterior se transfieren a esta nueva ronda. Los tres equipos mejor ubicados de cada grupo se clasifican para la Copa del Mundo.

## Preclasificatorios

### Primera ronda

#### Sorteo
El sorteo de los grupos tuvo lugar el 29 de octubre de 2019 y la posición de los equipos en los bombos estuvo determinada por su lugar en la Clasificación Mundial FIBA.
| Equipo      | Pos |
| ----------- | --- |
| Islandia    | 46  |
| Bielorrusia | 52  |

| Equipo     | Pos |
| ---------- | --- |
| Portugal   | 61  |
| Eslovaquia | 68  |

| Equipo | Pos |
| ------ | --- |
| Kosovo | 69  |
| Chipre | 78  |

| Equipo     | Pos |
| ---------- | --- |
| Luxemburgo | 86  |
| Albania    | 109 |

Debido a las restricciones sanitarias y de viajes ocasionadas por la pandemia de COVID-19, cada grupo jugó sus encuentros de las ventanas de noviembre de 2020 y febrero de 2021 en un mismo estadio.

#### Grupo A
| Pos. | Equipo      | PJ | G | P | PF  | PC  | DP   | Pts | Clasificación                       |
| ---- | ----------- | -- | - | - | --- | --- | ---- | --- | ----------------------------------- |
| 1    | Portugal    | 6  | 5 | 1 | 447 | 369 | +78  | 11  | Segunda ronda de preclasificatorios |
| 2    | Bielorrusia | 6  | 5 | 1 | 498 | 347 | +151 | 11  | Segunda ronda de preclasificatorios |
| 3    | Chipre      | 6  | 1 | 5 | 354 | 481 | −127 | 7   |                                     |
| 4    | Albania     | 6  | 1 | 5 | 391 | 493 | −102 | 7   |                                     |

 Fuente: FIBA
Notas:
1. 1 2  Portugal 131-129 Bielorrusia
2. 1 2  Chipre 152-137 Albania

Primera ventana
| 20 de febrero de 2020 | Chipre                                                      | 41–97                               | Bielorrusia                                             | Nicosia                                                                                       |  |
| 19:00 (UTC+2)         | Parciales: 5-22, 13-19, 8-25, 15-31                         | Parciales: 5-22, 13-19, 8-25, 15-31 | Parciales: 5-22, 13-19, 8-25, 15-31                     |                                                                                               |  |
|                       | Estadísticas R. Mantovani 8 R. Mantovani 8 Tres jugadores 2 | Reporte Pts Reb Asts                | Estadísticas 19 A. Stabrouski 11 V. Liutych 8 K. Sitnik | Pabellón: Pabellón cubierto Eleftheria Árbitros: Haris Bijedić Nemanja Ninković Blaž Zupančič |  |

| 20 de febrero de 2020 | Portugal                                                                    | 70–62                                | Albania                                                | Albufeira                                                                                     |  |
| 18:30 (UTC+0)         | Parciales: 9-18, 22-13, 13-16, 26-15                                        | Parciales: 9-18, 22-13, 13-16, 26-15 | Parciales: 9-18, 22-13, 13-16, 26-15                   |                                                                                               |  |
|                       | Estadísticas C. Fonseca 16 C. Fonseca, M. Queiroz 6 R. Lisboa, D. Ventura 4 | Reporte Pts Reb Asts                 | Estadísticas 18 C. Taflaj 9 D. Lekndreaj 7 R. Shestani | Pabellón: Pavilhão Desportivo de Albufeira Árbitros: Can Mavisu Raúl Zamorano James Dominique |  |

| 23 de febrero de 2020 | Albania                                                      | 71–64                                 | Chipre                                                          | Durrës                                                                                             |  |
| 17:00 (UTC+1)         | Parciales: 14-17, 13-16, 22-15, 22-16                        | Parciales: 14-17, 13-16, 22-15, 22-16 | Parciales: 14-17, 13-16, 22-15, 22-16                           | |  |
|                       | Estadísticas D. Moore 20 E. Hysenagolli 9 Cuatro jugadores 2 | Reporte Pts Reb Asts                  | Estadísticas 17 S. Michail 6 M. Koumis, N. Stylianou 6 C. Razis | Pabellón: Dhimitraq Goga Sports Palace Árbitros: Aleksandar Milojević Ivan Miličević Jasmina Juras |  |

| 24 de febrero de 2020 | Bielorrusia                                                | 72–56                                | Portugal                                                | Minsk                                                                                           |  |
| 19:00 (UTC+3)         | Parciales: 19-18, 15-11, 19-18, 19-9                       | Parciales: 19-18, 15-11, 19-18, 19-9 | Parciales: 19-18, 15-11, 19-18, 19-9                    |                                                                                                 |  |
|                       | Estadísticas M. Salash 19 V. Vereméyenko 9 A. Stabrouski 6 | Reporte Pts Reb Asts                 | Estadísticas 15 J. Wilson 4 Tres jugadores 4 D. Ventura | Pabellón: Minsk Sports Palace Árbitros: Marek Kúkelčík Juozas Barkauskas Kristaps Konstantinovs |  |

Segunda ventana
| 26 de noviembre de 2020 | Bielorrusia                                                                    | 90–50                               | Albania                                                 | Matosinhos |  |
| 16:30 (UTC+0)           | Parciales: 21-16, 24-7, 23-20, 22-7                                            | Parciales: 21-16, 24-7, 23-20, 22-7 | Parciales: 21-16, 24-7, 23-20, 22-7                     | |  |
|                         | Estadísticas A. Parajouski 17 A. Parajouski 10 U. Mikulski, A. Trastsinetski 5 | Reporte Pts Reb Asts                | Estadísticas 15 D. Lekndreaj 7 G. Shima 3 K. Strazimiri | Pabellón: Centro de Desportos e Congressos Árbitros: Charalampos Karakatsounis Guido Giovannetti Maxime Boubert |  |

| 26 de noviembre de 2020 | Portugal                                            | 74–56                                 | Chipre                                                           | Matosinhos                                                                                        |  |
| 19:30 (UTC+0)           | Parciales: 17-21, 27-12, 14-11, 16-12               | Parciales: 17-21, 27-12, 14-11, 16-12 | Parciales: 17-21, 27-12, 14-11, 16-12                            |                                                                                                   |  |
|                         | Estadísticas C. Fonseca 12 C. Fonseca 6 R. Lisboa 5 | Reporte Pts Reb Asts                  | Estadísticas 15 M. Koumis 7 M. Koumis, R. Mantovani 5 S. Michail | Pabellón: Centro de Desportos e Congressos Árbitros: Mart Uuehendrik Nikola Perlić Maxime Boubert |  |

| 28 de noviembre de 2020 | Bielorrusia                                                    | 89–53                               | Chipre                                               | Matosinhos                                                                                        |  |
| 15:00 (UTC+0)           | Parciales: 24-9, 24-9, 26-13, 15-22                            | Parciales: 24-9, 24-9, 26-13, 15-22 | Parciales: 24-9, 24-9, 26-13, 15-22                  |                                                                                                   |  |
|                         | Estadísticas A. Rahozenka 17 A. Parajouski 12 R. Rubinshteyn 5 | Reporte Pts Reb Asts                | Estadísticas 9 S. Michail 6 M. Koumis 3 I. Giannaras | Pabellón: Centro de Desportos e Congressos Árbitros: Mart Uuehendrik Nikola Perlić Maxime Boubert |  |

| 28 de noviembre de 2020 | Albania                                                | 70–88                                | Portugal                                            | Matosinhos |  |
| 18:00 (UTC+0)           | Parciales: 16-22, 21-26, 25-21, 8-19                   | Parciales: 16-22, 21-26, 25-21, 8-19 | Parciales: 16-22, 21-26, 25-21, 8-19                | |  |
|                         | Estadísticas G. Shima 18 D. Lekndreaj 7 D. Lekndreaj 7 | Reporte Pts Reb Asts                 | Estadísticas 16 P. Bastos 8 M. Queiroz 7 D. Ventura | Pabellón: Centro de Desportos e Congressos Árbitros: Charalampos Karakatsounis Guido Giovannetti Alberto Sánchez |  |

Tercera ventana
| 18 de febrero de 2021 | Portugal                                                          | 75–57                                | Bielorrusia                                                              | Nicosia                                                                                               |  |
| 16:00 (UTC+2)         | Parciales: 14-12, 25-11, 17-6, 19-28                              | Parciales: 14-12, 25-11, 17-6, 19-28 | Parciales: 14-12, 25-11, 17-6, 19-28                                     | |  |
|                       | Estadísticas F. Amarante 14 M. Queiroz, D. Ventura 6 D. Ventura 6 | Reporte Pts Reb Asts                 | Estadísticas 12 U. Blizniuk, D. Vikentsyeu 6 D. Vikentsyeu 5 U. Blizniuk | Pabellón: Pabellón cubierto Eleftheria Árbitros: Ciprian Stoica Aleksandar Milojević Nemanja Ninković |  |

| 18 de febrero de 2021 | Chipre                                                  | 88–66                                 | Albania                                                   | Nicosia                                                                                   |  |
| 19:00 (UTC+2)         | Parciales: 18-22, 14-12, 26-15, 30-17                   | Parciales: 18-22, 14-12, 26-15, 30-17 | Parciales: 18-22, 14-12, 26-15, 30-17                     |                                                                                           |  |
|                       | Estadísticas S. Iliadis 21 M. Koumis 7 R. Eleftheriou 6 | Reporte Pts Reb Asts                  | Estadísticas 17 R. Pullazi 9 E. Hysenagolli 5 R. Shestani | Pabellón: Pabellón cubierto Eleftheria Árbitros: Ilya Putenko Péter Praksch Franko Gracin |  |

| 20 de febrero de 2021 | Chipre                                                      | 52–84                                | Portugal                                                  | Nicosia                                                                                           |  |
| 16:00 (UTC+2)         | Parciales: 13-21, 9-24, 16-17, 14-22                        | Parciales: 13-21, 9-24, 16-17, 14-22 | Parciales: 13-21, 9-24, 16-17, 14-22                      |                                                                                                   |  |
|                       | Estadísticas N. Stylianou 15 P. Maragkos 7 Tres jugadores 2 | Reporte Pts Reb Asts                 | Estadísticas 21 S. Borovnjak 11 S. Borovnjak 6 J. Barbosa | Pabellón: Pabellón cubierto Eleftheria Árbitros: Aleksandar Milojević Ciprian Stoica Ilya Putenko |  |

| 20 de febrero de 2021 | Albania                                                                 | 72–93                                 | Bielorrusia                                                           | Nicosia                                                                                       |  |
| 19:00 (UTC+2)         | Parciales: 24-25, 15-19, 16-26, 17-23                                   | Parciales: 24-25, 15-19, 16-26, 17-23 | Parciales: 24-25, 15-19, 16-26, 17-23                                 |                                                                                               |  |
|                       | Estadísticas Ç. Taflaj 16 E. Hysenagolli 10 F. Bedini, E. Hysenagolli 4 | Reporte Pts Reb Asts                  | Estadísticas 26 Y. Beliankou 6 M. Salash, D. Vikentsyeu 7 U. Blizniuk | Pabellón: Pabellón cubierto Eleftheria Árbitros: Nemanja Ninković Péter Praksch Franko Gracin |  |

#### Grupo B
| Pos. | Equipo     | PJ | G | P | PF  | PC  | DP  | Pts | Clasificación                       |
| ---- | ---------- | -- | - | - | --- | --- | --- | --- | ----------------------------------- |
| 1    | Islandia   | 6  | 5 | 1 | 517 | 455 | +62 | 11  | Segunda ronda de preclasificatorios |
| 2    | Eslovaquia | 6  | 3 | 3 | 467 | 459 | +8  | 9   | Segunda ronda de preclasificatorios |
| 3    | Luxemburgo | 6  | 2 | 4 | 481 | 495 | −14 | 8   |                                     |
| 4    | Kosovo     | 6  | 2 | 4 | 455 | 511 | −56 | 8   |                                     |

 Fuente: FIBA
Notas:
1. 1 2  Luxemburgo 179-173 Kosovo

Primera ventana
| 20 de febrero de 2020 | Eslovaquia                                                             | 73–65                                 | Luxemburgo                                           | Bratislava                                                                                   |  |
| 18:00 (UTC+1)         | Parciales: 20-25, 20-13, 19-11, 14-16                                  | Parciales: 20-25, 20-13, 19-11, 14-16 | Parciales: 20-25, 20-13, 19-11, 14-16                |                                                                                              |  |
|                       | Estadísticas V. Brodziansky 25 V. Brodziansky, R. Körner 7 M. Ihring 8 | Reporte Pts Reb Asts                  | Estadísticas 21 C. Rugg 20 C. Rugg 2 Cinco jugadores | Pabellón: Eurovia Aréna Árbitros: Charalampos Karakatsounis Gvidas Gedvilas Valerio Grigioni |  |

| 20 de febrero de 2020 | Kosovo                                               | 80–78                                 | Islandia                                                    | Pristina                                                                                         |  |
| 19:00 (UTC+1)         | Parciales: 22-13, 13-21, 25-23, 20-21                | Parciales: 22-13, 13-21, 25-23, 20-21 | Parciales: 22-13, 13-21, 25-23, 20-21                       |                                                                                                  |  |
|                       | Estadísticas D. Berisha 18 D. Hajrizi 8 D. Hajrizi 6 | Reporte Pts Reb Asts                  | Estadísticas 21 K. Jónsson 12 T. Hlinason 6 H. Vilhjálmsson | Pabellón: Pallati i Rinise dhe Sporteve Árbitros: Ciprian Stoica Ivor Matějek Mehmet Karabilecen |  |

| 23 de febrero de 2020 | Luxemburgo                                  | 80–84                                 | Kosovo                                               | Luxemburgo                                                           |  |
| 18:00 (UTC+1)         | Parciales: 20-25, 25-19, 20-16, 15-24       | Parciales: 20-25, 25-19, 20-16, 15-24 | Parciales: 20-25, 25-19, 20-16, 15-24                |                                                                      |  |
|                       | Estadísticas C. Rugg 30 C. Rugg 8 T. Grün 9 | Reporte Pts Reb Asts                  | Estadísticas 25 D. Hajrizi 7 D. Hajrizi 6 D. Berisha | Pabellón: D'Coque Árbitros: Paulo Marques Ilias Kounelles Petr Hruša |  |

| 23 de febrero de 2020 | Islandia                                                     | 83–74                                 | Eslovaquia                                            | Reikiavik                                                                       |  |
| 20:00 (UTC+0)         | Parciales: 17-14, 26-20, 20-20, 20-20                        | Parciales: 17-14, 26-20, 20-20, 20-20 | Parciales: 17-14, 26-20, 20-20, 20-20                 |                                                                                 |  |
|                       | Estadísticas T. Hlinason 26 T. Hlinason 17 P. Ermolinskij 11 | Reporte Pts Reb Asts                  | Estadísticas 16 V. Brodziansky 8 A. Jones 5 M. Ihring | Pabellón: Laugardalshöll Árbitros: Marek Maliszewski Nikola Bejat Steve Bittner |  |

Segunda ventana
| 26 de noviembre de 2020 | Islandia                                                    | 90–76                                 | Luxemburgo                                            | Bratislava                                                                            |  |
| 16:00 (UTC+1)           | Parciales: 23-24, 11-14, 32-21, 24-17                       | Parciales: 23-24, 11-14, 32-21, 24-17 | Parciales: 23-24, 11-14, 32-21, 24-17                 |                                                                                       |  |
|                         | Estadísticas T. Hlinason 17 T. Hlinason 11 Æ. Steinarsson 5 | Reporte Pts Reb Asts                  | Estadísticas 26 C. Rugg 8 O. Vujakovic 4 O. Vujakovic | Pabellón: Eurovia Aréna Árbitros: Christoph Rohacky Simon Unsworth Sergiy Chaykovskyy |  |

| 26 de noviembre de 2020 | Eslovaquia                                                   | 91–67                                | Kosovo                                              | Bratislava                                                                         |  |
| 19:00 (UTC+1)           | Parciales: 21-9, 21-20, 20-13, 29-25                         | Parciales: 21-9, 21-20, 20-13, 29-25 | Parciales: 21-9, 21-20, 20-13, 29-25                |                                                                                    |  |
|                         | Estadísticas V. Brodziansky 26 V. Brodziansky 12 M. Ihring 7 | Reporte Pts Reb Asts                 | Estadísticas 17 D. Hajrizi 7 F. Rugova 6 D. Hajrizi | Pabellón: Eurovia Aréna Árbitros: Ciprian Stoica Péter Praksch Vasileios Pitsilkas |  |

| 28 de noviembre de 2020 | Islandia                                                       | 86–62                                 | Kosovo                                                           | Bratislava                                                                              |  |
| 16:00 (UTC+1)           | Parciales: 21-17, 24-12, 22-14, 19-19                          | Parciales: 21-17, 24-12, 22-14, 19-19 | Parciales: 21-17, 24-12, 22-14, 19-19                            |                                                                                         |  |
|                         | Estadísticas H. Vilhjálmsson 22 T. Hlinason 9 J. Guðmundsson 7 | Reporte Pts Reb Asts                  | Estadísticas 12 V. Bunjaku 6 D. Hajrizi, U. Zenelaj 4 V. Bunjaku | Pabellón: Eurovia Aréna Árbitros: Ciprian Stoica Sergiy Chaykovskyy Vasileios Pitsilkas |  |

| 28 de noviembre de 2020 | Luxemburgo                                        | 77–73                                 | Eslovaquia                                            | Bratislava                                                                       |  |
| 19:00 (UTC+1)           | Parciales: 15-16, 16-14, 20-22, 26-21             | Parciales: 15-16, 16-14, 20-22, 26-21 | Parciales: 15-16, 16-14, 20-22, 26-21                 |                                                                                  |  |
|                         | Estadísticas C. Rugg 23 A. Laurent 9 I. Delgado 5 | Reporte Pts Reb Asts                  | Estadísticas 22 M. Ihring 10 R. Körner 8 Š. Krajčovič | Pabellón: Eurovia Aréna Árbitros: Christoph Rohacky Péter Praksch Tamás Földhazi |  |

Tercera ventana
| 18 de febrero de 2021 | Eslovaquia                                                                | 79–94                                 | Islandia                                                        | Pristina                                                                             |  |
| 16:00 (UTC+1)         | Parciales: 20-20, 19-23, 16-36, 24-15                                     | Parciales: 20-20, 19-23, 16-36, 24-15 | Parciales: 20-20, 19-23, 16-36, 24-15                           |                                                                                      |  |
|                       | Estadísticas V. Brodziansky 25 V. Brodziansky, M. Ihring 9 Š. Krajčovič 4 | Reporte Pts Reb Asts                  | Estadísticas 29 J. Guðmundsson 14 T. Hlinason 10 E. Friðriksson | Pabellón: Pallati i Rinise dhe Sporteve Árbitros: Semen Ovinov Ali Şakacı Jan Baloun |  |

| 18 de febrero de 2021 | Kosovo                                                       | 89–99                                 | Luxemburgo                                      | Pristina                                                                                            |  |
| 19:00 (UTC+1)         | Parciales: 23-32, 23-23, 24-20, 19-24                        | Parciales: 23-32, 23-23, 24-20, 19-24 | Parciales: 23-32, 23-23, 24-20, 19-24           | |  |
|                       | Estadísticas D. Myles 21 D. Hajrizi, D. Myles 7 D. Berisha 6 | Reporte Pts Reb Asts                  | Estadísticas 22 C. Rugg 17 C. Rugg 9 B. Melcher | Pabellón: Pallati i Rinise dhe Sporteve Árbitros: Petros Papapetrou Nikolaos Somos Sergio Rodríguez |  |

| 20 de febrero de 2021 | Luxemburgo                                                         | 84–86                                 | Islandia                                                       | Pristina                                                                                       |  |
| 16:00 (UTC+1)         | Parciales: 23-29, 20-28, 26-14, 15-15                              | Parciales: 23-29, 20-28, 26-14, 15-15 | Parciales: 23-29, 20-28, 26-14, 15-15                          |                                                                                                |  |
|                       | Estadísticas O. Vujakovic 20 C. Rugg 13 P. Gutenkauf, A. Laurent 5 | Reporte Pts Reb Asts                  | Estadísticas 25 T. Hlinason 10 J. Guðmundsson 9 J. Guðmundsson | Pabellón: Pallati i Rinise dhe Sporteve Árbitros: Nikolaos Somos Sergio Rodríguez Polat Parlak |  |

| 20 de febrero de 2021 | Kosovo                                             | 73–77                                 | Eslovaquia                                                      | Pristina                                                                                    |  |
| 19:00 (UTC+1)         | Parciales: 23-15, 14-20, 17-20, 19-22              | Parciales: 23-15, 14-20, 17-20, 19-22 | Parciales: 23-15, 14-20, 17-20, 19-22                           |                                                                                             |  |
|                       | Estadísticas D. Berisha 24 D. Hajrizi 9 D. Myles 6 | Reporte Pts Reb Asts                  | Estadísticas 28 V. Brodziansky 18 V. Brodziansky 5 Š. Krajčovič | Pabellón: Pallati i Rinise dhe Sporteve Árbitros: Petros Papapetrou Semen Ovinov Ali Şakacı |  |

### Segunda ronda

#### Sorteo
El sorteo de los grupos tuvo lugar el 28 de abril de 2021. Los equipos que avanzaron de la ronda anterior fueron incluidos en el Bombo 3, mientras que los equipos eliminados de los clasificatorios al EuroBasket fueron asignados al Bombo 1 y 2, de acuerdo con su posición en la Clasificación Mundial FIBA.
| Equipo              | Pos |
| ------------------- | --- |
| Montenegro          | 26  |
| Letonia             | 27  |
| Macedonia del Norte | 52  |
| Suecia              | 54  |

| Equipo    | Pos |
| --------- | --- |
| Rumania   | 55  |
| Dinamarca | 56  |
| Austria   | 57  |
| Suiza     | 61  |

| Equipo      | Pos |
| ----------- | --- |
| Islandia    | 46  |
| Bielorrusia | 51  |
| Portugal    | 58  |
| Eslovaquia  | 63  |

En junio de 2021, antes del comienzo de la ronda, el seleccionado de Austria se retiró de la competencia por problemas internos. En su lugar fue reemplazado por Luxemburgo, que era el equipo mejor posicionado en la clasificación mundial entre los equipos que no habían avanzado en primera ronda. Debido a la pandemia de COVID-19, cada grupo jugó sus partidos en un mismo estadio durante agosto de 2021.

#### Grupo C
| Pos. | Equipo       | PJ | G | P | PF  | PC  | DP   | Pts | Clasificación   |
| ---- | ------------ | -- | - | - | --- | --- | ---- | --- | --------------- |
| 1    | Suecia       | 4  | 3 | 1 | 379 | 273 | +106 | 7   | Clasificatorios |
| 2    | Portugal (H) | 4  | 3 | 1 | 302 | 304 | −2   | 7   | Clasificatorios |
| 3    | Luxemburgo   | 4  | 0 | 4 | 282 | 386 | −104 | 4   |                 |

 Fuente: FIBA
Notas:
1. 1 2  Suecia 156-139 Portugal

| 12 de agosto de 2021 | Suecia                                                        | 77–79                                 | Portugal                                                                       | Matosinhos                                                                                    |  |
| 18:00 (UTC+1)        | Parciales: 14-16, 18-22, 21-23, 24-18                         | Parciales: 14-16, 18-22, 21-23, 24-18 | Parciales: 14-16, 18-22, 21-23, 24-18                                          |                                                                                               |  |
|                      | Estadísticas C. Czerapowicz 16 S. Birgander 11 L. Håkanson 11 | Reporte Pts Reb Asts                  | Estadísticas 20 S. Borovnjak 6 S. Borovnjak, M. Queiroz 6 J. Barbosa, S. Silva | Pabellón: Centro de Desportos e Congressos Árbitros: Erez Gurion Martin Vulić Gvidas Gedvilas |  |

| 13 de agosto de 2021 | Portugal                                                          | 83–74                                 | Luxemburgo                                         | Matosinhos                                                                                          |  |
| 18:00 (UTC+1)        | Parciales: 21-12, 26-16, 20-26, 16-20                             | Parciales: 21-12, 26-16, 20-26, 16-20 | Parciales: 21-12, 26-16, 20-26, 16-20              | |  |
|                      | Estadísticas D. de Sousa 20 G. Delgado, M. Queiroz 8 J. Barbosa 7 | Reporte Pts Reb Asts                  | Estadísticas 14 A. Laurent 10 A. Laurent 4 C. Rugg | Pabellón: Centro de Desportos e Congressos Árbitros: Andris Aunkrogers Zdravko Rutešić Tanel Suslov |  |

| 14 de agosto de 2021 | Luxemburgo                                                         | 76–129                               | Suecia                                                      | Matosinhos                                                                                       |  |
| 18:00 (UTC+1)        | Parciales: 21-33, 21-30, 9-40, 25-26                               | Parciales: 21-33, 21-30, 9-40, 25-26 | Parciales: 21-33, 21-30, 9-40, 25-26                        |                                                                                                  |  |
|                      | Estadísticas P. Gutenkauf, B. Kovac 14 Cinco jugadores 3 T. Grün 5 | Reporte Pts Reb Asts                 | Estadísticas 24 C. Czerapowicz 8 S. Birgander 9 L. Håkanson | Pabellón: Centro de Desportos e Congressos Árbitros: Tanel Suslov Andris Aunkrogers Martin Vulić |  |

| 16 de agosto de 2021 | Portugal                                           | 60–79                                 | Suecia                                                      | Matosinhos                                                                                       |  |
| 18:00 (UTC+1)        | Parciales: 12-16, 20-15, 12-23, 16-25              | Parciales: 12-16, 20-15, 12-23, 16-25 | Parciales: 12-16, 20-15, 12-23, 16-25                       |                                                                                                  |  |
|                      | Estadísticas D. Brito 12 G. Delgado 8 J. Barbosa 3 | Reporte Pts Reb Asts                  | Estadísticas 18 D. Andersson 7 Tres jugadores 7 L. Håkanson | Pabellón: Centro de Desportos e Congressos Árbitros: Andris Aunkrogers Tanel Suslov Martin Vulić |  |

| 17 de agosto de 2021 | Luxemburgo                                     | 74–80                                | Portugal                                                   | Matosinhos                                                                                    |  |
| 18:00 (UTC+1)        | Parciales: 19-23, 27-25, 7-13, 21-19           | Parciales: 19-23, 27-25, 7-13, 21-19 | Parciales: 19-23, 27-25, 7-13, 21-19                       |                                                                                               |  |
|                      | Estadísticas C. Rugg 20 C. Rugg 6 B. Melcher 6 | Reporte Pts Reb Asts                 | Estadísticas 17 S. Borovnjak 7 M. Queiroz 3 Tres jugadores | Pabellón: Centro de Desportos e Congressos Árbitros: Martin Vulić Erez Gurion Zdravko Rutešić |  |

| 18 de agosto de 2021 | Suecia                                                   | 94–58                                 | Luxemburgo                                                 | Matosinhos                                                                                       |  |
| 18:00 (UTC+1)        | Parciales: 24-19, 19-11, 28-14, 23-14                    | Parciales: 24-19, 19-11, 28-14, 23-14 | Parciales: 24-19, 19-11, 28-14, 23-14                      |                                                                                                  |  |
|                      | Estadísticas C. Barton 22 C. Czerapowicz 10 C. Barton 10 | Reporte Pts Reb Asts                  | Estadísticas 16 O. Vujakovic 9 O. Vujakovic 4 O. Vujakovic | Pabellón: Centro de Desportos e Congressos Árbitros: Zdravko Rutešić Erez Gurion Gvidas Gedvilas |  |

#### Grupo D
| Pos. | Equipo      | PJ | G | P | PF  | PC  | DP  | Pts | Clasificación   |
| ---- | ----------- | -- | - | - | --- | --- | --- | --- | --------------- |
| 1    | Letonia (H) | 4  | 4 | 0 | 362 | 284 | +78 | 8   | Clasificatorios |
| 2    | Bielorrusia | 4  | 2 | 2 | 314 | 313 | +1  | 6   | Clasificatorios |
| 3    | Rumania     | 4  | 0 | 4 | 279 | 358 | −79 | 4   |                 |

 Fuente: FIBA
| 7 de agosto de 2021 | Rumania                                           | 72–108                               | Letonia                                                    | Riga                                                                        |  |
| 19:30 (UTC+3)       | Parciales: 16-37, 9-20, 22-29, 25-22              | Parciales: 16-37, 9-20, 22-29, 25-22 | Parciales: 16-37, 9-20, 22-29, 25-22                       |                                                                             |  |
|                     | Estadísticas L. Tohătan 17 R. Uta 5 T. Gheorghe 5 | Reporte Pts Reb Asts                 | Estadísticas 15 Tres jugadores 9 A. Strautiņš 10 K. Zoriks | Pabellón: Arena Riga Árbitros: Sergii Zashchuk Radomir Vojinović Can Mavisu |  |

| 8 de agosto de 2021 | Letonia                                                           | 92–83                                 | Bielorrusia                                               | Riga                                                                          |  |
| 19:30 (UTC+3)       | Parciales: 21-20, 24-24, 20-23, 27-16                             | Parciales: 21-20, 24-24, 20-23, 27-16 | Parciales: 21-20, 24-24, 20-23, 27-16                     |                                                                               |  |
|                     | Estadísticas D. Bertāns 20 M. Meiers 9 J. Strēlnieks, K. Zoriks 5 | Reporte Pts Reb Asts                  | Estadísticas 16 A. Parajouski 7 A. Parajouski 6 K. Sitnik | Pabellón: Arena Riga Árbitros: Igor Mitrovski Dariusz Zapolski Josip Jurčević |  |

| 9 de agosto de 2021 | Bielorrusia                                                   | 77–72                                 | Rumania                                          | Riga                                                                           |  |
| 19:30 (UTC+3)       | Parciales: 19-19, 19-20, 22-22, 17-11                         | Parciales: 19-19, 19-20, 22-22, 17-11 | Parciales: 19-19, 19-20, 22-22, 17-11            |                                                                                |  |
|                     | Estadísticas K. Sitnik 20 A. Parajouski 11 Cuatro jugadores 2 | Reporte Pts Reb Asts                  | Estadísticas 14 P. Richard 8 R. Uta 6 L. Tohătan | Pabellón: Arena Riga Árbitros: Sergii Zashchuk Dariusz Zapolski Josip Jurčević |  |

| 11 de agosto de 2021 | Letonia                                            | 79–69                                 | Rumania                                                  | Riga                                                                       |  |
| 19:30 (UTC+3)        | Parciales: 15-17, 30-13, 11-14, 23-25              | Parciales: 15-17, 30-13, 11-14, 23-25 | Parciales: 15-17, 30-13, 11-14, 23-25                    |                                                                            |  |
|                      | Estadísticas R. Lomažs 21 M. Mejeris 5 K. Zoriks 7 | Reporte Pts Reb Asts                  | Estadísticas 17 P. Richard 4 Tres jugadores 4 L. Tohătan | Pabellón: Arena Riga Árbitros: Igor Mitrovski Radomir Vojinović Can Mavisu |  |

| 12 de agosto de 2021 | Bielorrusia                                                                | 60–83                                | Letonia                                               | Riga                                                                            |  |
| 19:30 (UTC+3)        | Parciales: 15-20, 20-23, 16-24, 9-16                                       | Parciales: 15-20, 20-23, 16-24, 9-16 | Parciales: 15-20, 20-23, 16-24, 9-16                  |                                                                                 |  |
|                      | Estadísticas R. Rubinshteyn, A. Stabrouski 15 R. Rubinshteyn 5 I. Aladka 4 | Reporte Pts Reb Asts                 | Estadísticas 22 A. Gražulis 9 A. Gražulis 8 K. Zoriks | Pabellón: Arena Riga Árbitros: Sergii Zashchuk Igor Mitrovski Radomir Vojinović |  |

| 13 de agosto de 2021 | Rumania                                            | 66–94                                | Bielorrusia                                                                | Riga                                                                           |  |
| 19:30 (UTC+3)        | Parciales: 8-26, 15-24, 25-20, 18-24               | Parciales: 8-26, 15-24, 25-20, 18-24 | Parciales: 8-26, 15-24, 25-20, 18-24                                       |                                                                                |  |
|                      | Estadísticas P. Richard 15 E. Cățe 7 T. Gheorghe 6 | Reporte Pts Reb Asts                 | Estadísticas 21 A. Parajouski 11 A. Parajouski 6 Y. Beliankou, U. Blizniuk | Pabellón: Arena Riga Árbitros: Sergii Zashchuk Dariusz Zapolski Josip Jurčević |  |

#### Grupo E
| Pos. | Equipo         | PJ | G | P | PF  | PC  | DP  | Pts | Clasificación   |
| ---- | -------------- | -- | - | - | --- | --- | --- | --- | --------------- |
| 1    | Montenegro (H) | 4  | 4 | 0 | 323 | 284 | +39 | 8   | Clasificatorios |
| 2    | Islandia       | 4  | 2 | 2 | 329 | 308 | +21 | 6   | Clasificatorios |
| 3    | Dinamarca      | 4  | 0 | 4 | 278 | 338 | −60 | 4   |                 |

 Fuente: FIBA
| 12 de agosto de 2021 | Montenegro                                                        | 83–69                                | Islandia                                                                           | Podgorica                                                                      |  |
| 20:00 (UTC+2)        | Parciales: 16-8, 23-25, 21-20, 23-16                              | Parciales: 16-8, 23-25, 21-20, 23-16 | Parciales: 16-8, 23-25, 21-20, 23-16                                               |                                                                                |  |
|                      | Estadísticas N. Ivanović, M. Todorović 18 F. Barović 7 J. Cobbs 4 | Reporte Pts Reb Asts                 | Estadísticas 16 E. Friðriksson 6 R. Nathanaelsson 4 E. Friðriksson, Æ. Steinarsson | Pabellón: Bemax Arena Árbitros: Marius Ciulin Zafer Yılmaz Gintaras Vitkauskas |  |

| 13 de agosto de 2021 | Islandia                                                                       | 91–70                                 | Dinamarca                                                    | Podgorica                                                                        |  |
| 20:00 (UTC+2)        | Parciales: 22-23, 21-16, 22-12, 26-19                                          | Parciales: 22-23, 21-16, 22-12, 26-19 | Parciales: 22-23, 21-16, 22-12, 26-19                        |                                                                                  |  |
|                      | Estadísticas E. Friðriksson 30 T. Hlinason, H. Vilhjálmsson 9 Æ. Steinarsson 7 | Reporte Pts Reb Asts                  | Estadísticas 27 D. Mortensen 5 S. Aris, F. Nielsen 8 S. Aris | Pabellón: Bemax Arena Árbitros: Georgios Poursanidis Ivor Matějek Valentin Oliot |  |

| 14 de agosto de 2021 | Dinamarca                                           | 68–79                                 | Montenegro                                            | Podgorica                                                                      |  |
| 20:00 (UTC+2)        | Parciales: 13-25, 22-21, 20-12, 13-21               | Parciales: 13-25, 22-21, 20-12, 13-21 | Parciales: 13-25, 22-21, 20-12, 13-21                 |                                                                                |  |
|                      | Estadísticas S. Aris 15 D. Mortensen 8 F. Nielsen 6 | Reporte Pts Reb Asts                  | Estadísticas 18 N. Ivanović 6 F. Barović 4 P. Popović | Pabellón: Bemax Arena Árbitros: Georgios Poursanidis Zafer Yılmaz Ivor Matějek |  |

| 16 de agosto de 2021 | Islandia                                                     | 80–82                                | Montenegro                                              | Podgorica                                                                              |  |
| 20:00 (UTC+2)        | Parciales: 25-27, 21-14, 25-20, 9-21                         | Parciales: 25-27, 21-14, 25-20, 9-21 | Parciales: 25-27, 21-14, 25-20, 9-21                    |                                                                                        |  |
|                      | Estadísticas T. Hlinason 21 T. Hlinason 10 H. Vilhjálmsson 6 | Reporte Pts Reb Asts                 | Estadísticas 19 D. Radončić 7 D. Radončić 5 N. Ivanović | Pabellón: Bemax Arena Árbitros: Marius Ciulin Georgios Poursanidis Gintaras Vitkauskas |  |

| 17 de agosto de 2021 | Dinamarca                                            | 73–89                                 | Islandia                                                  | Podgorica                                                               |  |
| 20:00 (UTC+2)        | Parciales: 18-26, 21-21, 12-23, 22-19                | Parciales: 18-26, 21-21, 12-23, 22-19 | Parciales: 18-26, 21-21, 12-23, 22-19                     |                                                                         |  |
|                      | Estadísticas D. Mortensen 14 M. Bonde 6 F. Nielsen 5 | Reporte Pts Reb Asts                  | Estadísticas 21 E. Friðriksson 9 K. Acox 8 E. Friðriksson | Pabellón: Bemax Arena Árbitros: Marius Ciulin Zafer Yılmaz Ivor Matějek |  |

| 18 de agosto de 2021 | Montenegro                                             | 79–67                                 | Dinamarca                                    | Podgorica                                                                               |  |
| 20:00 (UTC+2)        | Parciales: 26-12, 13-15, 18-17, 22-23                  | Parciales: 26-12, 13-15, 18-17, 22-23 | Parciales: 26-12, 13-15, 18-17, 22-23        |                                                                                         |  |
|                      | Estadísticas I. Drobnjak 15 D. Radončić 9 P. Popović 3 | Reporte Pts Reb Asts                  | Estadísticas 16 S. Aris 9 M. Bonde 3 S. Aris | Pabellón: Bemax Arena Árbitros: Georgios Poursanidis Gintaras Vitkauskas Valentin Oliot |  |

#### Grupo F
| Pos. | Equipo                  | PJ | G | P | PF  | PC  | DP | Pts | Clasificación   |
| ---- | ----------------------- | -- | - | - | --- | --- | -- | --- | --------------- |
| 1    | Macedonia del Norte (H) | 4  | 2 | 2 | 270 | 263 | +7 | 6   | Clasificatorios |
| 2    | Eslovaquia              | 4  | 2 | 2 | 259 | 262 | −3 | 6   | Clasificatorios |
| 3    | Suiza                   | 4  | 2 | 2 | 249 | 253 | −4 | 6   |                 |

 Fuente: FIBA
| 12 de agosto de 2021 | Macedonia del Norte                                  | 62–67                                | Suiza                                            | Skopie                                                                                   |  |
| 19:00 (UTC+2)        | Parciales: 17-22, 8-13, 17-14, 20-18                 | Parciales: 17-22, 8-13, 17-14, 20-18 | Parciales: 17-22, 8-13, 17-14, 20-18             |                                                                                          |  |
|                      | Estadísticas A. Mekikj 16 J. Wiley 13 A. Magdevski 6 | Reporte Pts Reb Asts                 | Estadísticas 19 J. Kazadi 8 T. Rocak 6 J. Kazadi | Pabellón: Jane Sandanski Arena Árbitros: Oskars Lucis Fernando Calatrava Ilias Kounelles |  |

| 13 de agosto de 2021 | Suiza                                                           | 56–64                                | Eslovaquia                                                | Skopie                                                                              |  |
| 19:00 (UTC+2)        | Parciales: 14-11, 20-19, 14-19, 8-15                            | Parciales: 14-11, 20-19, 14-19, 8-15 | Parciales: 14-11, 20-19, 14-19, 8-15                      |                                                                                     |  |
|                      | Estadísticas S. Fofana, J. Kazadi 12 N. Jurkovitz 6 J. Kazadi 4 | Reporte Pts Reb Asts                 | Estadísticas 16 Š. Krajčovič 7 V. Brodziansky 9 M. Ihring | Pabellón: Jane Sandanski Arena Árbitros: Tolga Sahin Michał Proc Mehmet Karabilecen |  |

| 14 de agosto de 2021 | Eslovaquia                                                        | 47–69                                | Macedonia del Norte                                        | Skopie                                                                                    |  |
| 19:00 (UTC+2)        | Parciales: 10-22, 14-13, 18-11, 5-23                              | Parciales: 10-22, 14-13, 18-11, 5-23 | Parciales: 10-22, 14-13, 18-11, 5-23                       |                                                                                           |  |
|                      | Estadísticas V. Brodziansky 11 V. Brodziansky 15 V. Brodziansky 3 | Reporte Pts Reb Asts                 | Estadísticas 16 B. Trajkovski 8 B. Trajkovski 6 K. Nikolov | Pabellón: Jane Sandanski Arena Árbitros: Fernando Calatrava Tolga Sahin Michał Proc (POL) |  |

| 16 de agosto de 2021 | Suiza                                                      | 61–67                                 | Macedonia del Norte                                      | Skopie                                                                               |  |
| 19:00 (UTC+2)        | Parciales: 10-18, 16-21, 20-13, 15-15                      | Parciales: 10-18, 16-21, 20-13, 15-15 | Parciales: 10-18, 16-21, 20-13, 15-15                    |                                                                                      |  |
|                      | Estadísticas J. Kazadi 15 T. Rocak 9 J. Kazadi, T. Rocak 4 | Reporte Pts Reb Asts                  | Estadísticas 16 A. Mekikj 7 B. Krstevski 4 B. Trajkovski | Pabellón: Jane Sandanski Arena Árbitros: Oskars Lucis Michał Proc Mehmet Karabilecen |  |

| 17 de agosto de 2021 | Eslovaquia                                                                    | 60–65                                 | Suiza                                                | Skopie                                                                                   |  |
| 19:00 (UTC+2)        | Parciales: 14-15, 11-26, 13-14, 22-10                                         | Parciales: 14-15, 11-26, 13-14, 22-10 | Parciales: 14-15, 11-26, 13-14, 22-10                |                                                                                          |  |
|                      | Estadísticas V. Brodziansky, Š. Krajčovič 13 V. Brodziansky 10 Š. Krajčovič 8 | Reporte Pts Reb Asts                  | Estadísticas 14 T. Rocak 12 N. Jurkovitz 4 J. Kazadi | Pabellón: Jane Sandanski Arena Árbitros: Fernando Calatrava Oskars Lucis Ilias Kounelles |  |

| 18 de agosto de 2021 | Macedonia del Norte                                             | 72–88                                 | Eslovaquia                                                 | Skopie                                                                              |  |
| 19:00 (UTC+2)        | Parciales: 13-17, 19-21, 19-28, 21-22                           | Parciales: 13-17, 19-21, 19-28, 21-22 | Parciales: 13-17, 19-21, 19-28, 21-22                      |                                                                                     |  |
|                      | Estadísticas K. Nikolov 17 A. Mekikj 5 K. Nikolov, B. Stajikj 5 | Boxscore Pts Reb Asts                 | Estadísticas 23 M. Fusek 10 V. Brodziansky 13 Š. Krajčovič | Pabellón: Jane Sandanski Arena Árbitros: Tolga Sahin Michał Proc Mehmet Karabilecen |  |

## Clasificatorios

### Primera ronda
Los 24 equipos clasificados al Campeonato Europeo de Baloncesto Masculino de 2022 ingresaron automáticamente a esta instancia y se le unieron los ocho equipos que avanzaron a través de los preclasificatorios. En total, los 32 equipos se dividieron en ocho grupos de cuatro que juegan partidos de ida y vuelta entre sí entre 2021 y 2022. Los tres mejores equipos de cada grupo avanzan a la siguiente ronda.
Después de la invasión rusa de Ucrania acontecida a fines de febrero de 2022, la FIBA tomó la determinación de expulsar a Rusia y Bielorrusia de la competencia. Todos sus resultados fueron anulados y se cancelaron los partidos programados.

#### Sorteo
El sorteo de los grupos para los clasificatorios tuvo lugar el 31 de agosto de 2021 en Mies, Suiza. Los equipos fueron dispuestos en bombos de acuerdo a su posición en la clasificación mundial de FIBA.
| Equipo    | Pos |
| --------- | --- |
| España    | 2   |
| Eslovenia | 4   |
| Francia   | 5   |
| Serbia    | 6   |

| Equipo   | Pos |
| -------- | --- |
| Italia   | 8   |
| Lituania | 9   |
| Grecia   | 10  |
| Alemania | 11  |

| Equipo          | Pos |
| --------------- | --- |
| República Checa | 12  |
| Polonia         | 13  |
| Rusia           | 14  |
| Turquía         | 16  |

| Equipo     | Pos |
| ---------- | --- |
| Croacia    | 21  |
| Montenegro | 26  |
| Letonia    | 27  |
| Ucrania    | 32  |

| Equipo    | Pos |
| --------- | --- |
| Finlandia | 34  |
| Georgia   | 37  |
| Bélgica   | 38  |
| Hungría   | 41  |

| Equipo               | Pos |
| -------------------- | --- |
| Gran Bretaña         | 42  |
| Israel               | 43  |
| Bosnia y Herzegovina | 44  |
| Países Bajos         | 45  |

| Equipo      | Pos |
| ----------- | --- |
| Islandia    | 47  |
| Estonia     | 49  |
| Bulgaria    | 50  |
| Bielorrusia | 51  |

| Equipo              | Pos |
| ------------------- | --- |
| Macedonia del Norte | 53  |
| Suecia              | 57  |
| Portugal            | 58  |
| Eslovaquia          | 65  |

#### Grupo A
| Pos. | Equipo     | PJ | G | P | PF  | PC  | DP   | Pts | Clasificación           |
| ---- | ---------- | -- | - | - | --- | --- | ---- | --- | ----------------------- |
| 1    | Letonia    | 6  | 5 | 1 | 475 | 422 | +53  | 11  | Segunda ronda (Grupo I) |
| 2    | Bélgica    | 6  | 4 | 2 | 460 | 392 | +68  | 10  | Segunda ronda (Grupo I) |
| 3    | Serbia     | 6  | 3 | 3 | 448 | 439 | +9   | 9   | Segunda ronda (Grupo I) |
| 4    | Eslovaquia | 6  | 0 | 6 | 376 | 506 | −130 | 6   |                         |

 Fuente: FIBA
Primera ventana
| 25 de noviembre de 2021 | Eslovaquia                                                                     | 57–83                                 | Bélgica                                                          | Levice                                                                                   |  |
| 18:00 (UTC+1)           | Parciales: 11-15, 24-21, 11-25, 11-22                                          | Parciales: 11-15, 24-21, 11-25, 11-22 | Parciales: 11-15, 24-21, 11-25, 11-22                            |                                                                                          |  |
|                         | Estadísticas V. Brodziansky, Š. Krajčovič 18 V. Brodziansky 8 Tres jugadores 3 | Reporte Pts Reb Asts                  | Estadísticas 17 A. Libert 6 J. Mwema, A. Van Vliet 6 R. Obasohan | Pabellón: Športová Hala Levice Árbitros: Yener Yılmaz Carsten Straube Ventsislav Velikov |  |

| 25 de noviembre de 2021 | Serbia                                                  | 101–100                               | Letonia                                                | Belgrado                                                                               |  |
| 20:00 (UTC+1)           | Parciales: 28-33, 24-23, 25-19, 24-25                   | Parciales: 28-33, 24-23, 25-19, 24-25 | Parciales: 28-33, 24-23, 25-19, 24-25                  |                                                                                        |  |
|                         | Estadísticas M. Teodosić 21 N. Dangubić 6 M. Teodosić 9 | Reporte Pts Reb Asts                  | Estadísticas 33 R. Lomažs 3 Tres jugadores 5 K. Zoriks | Pabellón: Aleksandar Nikolić Hall Árbitros: Marius Ciulin Nicolas Maestre Mehmet Sahin |  |

| 28 de noviembre de 2021 | Bélgica                                            | 73–69                                | Serbia                                                              | Mons                                                                        |  |
| 15:30 (UTC+1)           | Parciales: 13-21, 16-20, 25-22, 19-6               | Parciales: 13-21, 16-20, 25-22, 19-6 | Parciales: 13-21, 16-20, 25-22, 19-6                                |                                                                             |  |
|                         | Estadísticas S. Van Rossom 20 I. Bako 11 I. Bako 5 | Reporte Pts Reb Asts                 | Estadísticas 19 A. Avramović 6 N. Dangubić, D. Ristić 8 M. Teodosić | Pabellón: Mons.Arena Árbitros: Antonio Conde Andrei Sharapa Lorenzo Baldini |  |

| 29 de noviembre de 2021 | Letonia                                                     | 82–74                                 | Eslovaquia                                                                | Riga                                                                        |  |
| 19:00 (UTC+2)           | Parciales: 18-11, 17-23, 21-20, 26-20                       | Parciales: 18-11, 17-23, 21-20, 26-20 | Parciales: 18-11, 17-23, 21-20, 26-20                                     |                                                                             |  |
|                         | Estadísticas R. Lomažs 28 A. Ate, A. Gražulis 7 K. Zoriks 6 | Reporte Pts Reb Asts                  | Estadísticas 21 V. Brodziansky 6 V. Brodziansky, Š. Krajčovič 6 M. Ihring | Pabellón: Arena Riga Árbitros: Saverio Lanzarini Michał Proc Josip Jurčević |  |

Segunda ventana
| 25 de febrero de 2022 | Serbia                                              | 75–63                                | Eslovaquia                                                  | Belgrado                                                                             |  |
| 20:30 (UTC+1)         | Parciales: 24-18, 20-18, 18-18, 13-9                | Parciales: 24-18, 20-18, 18-18, 13-9 | Parciales: 24-18, 20-18, 18-18, 13-9                        |                                                                                      |  |
|                       | Estadísticas A. Avramović 14 D. Ristić 8 J. Novak 4 | Reporte Pts Reb Asts                 | Estadísticas 23 V. Brodziansky 10 M. Fusek 4 Tres jugadores | Pabellón: Aleksandar Nikolić Hall Árbitros: Zafer Yılmaz Thomas Bissuel Mehmet Sahin |  |

| 25 de febrero de 2022 | Bélgica                                                              | 65–66                                | Letonia                                                           | Mons                                                                           |  |
| 20:30 (UTC+1)         | Parciales: 10-23, 15-20, 20-14, 20-9                                 | Parciales: 10-23, 15-20, 20-14, 20-9 | Parciales: 10-23, 15-20, 20-14, 20-9                              |                                                                                |  |
|                       | Estadísticas R. Obasohan 18 H. Vanwijn 10 R. Obasohan, L. Schwartz 2 | Reporte Pts Reb Asts                 | Estadísticas 13 D. Bertāns 6 D. Bertāns, A. Strautiņš 5 R. Lomažs | Pabellón: Mons.Arena Árbitros: Manuel Mazzoni Igor Mitrovski Gintaras Mačiulis |  |

| 28 de febrero de 2022 | Letonia                                                  | 68–63                                 | Bélgica                                                           | Riga                                                                     |  |
| 19:30 (UTC+2)         | Parciales: 21-16, 18-17, 12-16, 17-14                    | Parciales: 21-16, 18-17, 12-16, 17-14 | Parciales: 21-16, 18-17, 12-16, 17-14                             |                                                                          |  |
|                       | Estadísticas R. Lomažs 16 Cuatro jugadores 5 R. Lomažs 5 | Reporte Pts Reb Asts                  | Estadísticas 16 R. Obasohan 6 J. Mwema 3 M. Lecomte, A. Van Vliet | Pabellón: Arena Riga Árbitros: Ademir Zurapović Kerem Baki Paulo Marques |  |

| 28 de febrero de 2022 | Eslovaquia                                                                 | 63–71                                 | Serbia                                                  | Levice                                                                                    |  |
| 18:00 (UTC+1)         | Parciales: 16-26, 15-18, 22-16, 10-11                                      | Parciales: 16-26, 15-18, 22-16, 10-11 | Parciales: 16-26, 15-18, 22-16, 10-11                   |                                                                                           |  |
|                       | Estadísticas V. Brodziansky 22 V. Brodziansky 8 M. Dolezaj, Š. Krajčovič 4 | Reporte Pts Reb Asts                  | Estadísticas 24 A. Avramović 8 D. Ristić 6 A. Avramović | Pabellón: Športová Hala Levice Árbitros: Wojciech Liszka Gvidas Gedvilas Dariusz Zapolski |  |

Tercera ventana
| 30 de junio de 2022 | Letonia                                                           | 66–59                                | Serbia                                                       | Riga                                                                            |  |
| 19:30 (UTC+3)       | Parciales: 13-12, 12-19, 21-7, 20-21                              | Parciales: 13-12, 12-19, 21-7, 20-21 | Parciales: 13-12, 12-19, 21-7, 20-21                         |                                                                                 |  |
|                     | Estadísticas A. Kurucs 13 Tres jugadores 5 A. Kurucs, R. Lomažs 6 | Reporte Pts Reb Asts                 | Estadísticas 16 A. Avramović 10 F. Petrušev 3 Tres jugadores | Pabellón: Arena Riga Árbitros: Antonio Conde Lorenzo Baldini Ventsislav Velikov |  |

| 30 de junio de 2022 | Bélgica                                                      | 102–59                               | Eslovaquia                                            | Mons                                                                         |  |
| 20:30 (UTC+2)       | Parciales: 25-7, 31-22, 27-12, 19-18                         | Parciales: 25-7, 31-22, 27-12, 19-18 | Parciales: 25-7, 31-22, 27-12, 19-18                  |                                                                              |  |
|                     | Estadísticas R. Obasohan 18 Cuatro jugadores 6 E. Lecomte 11 | Reporte Pts Reb Asts                 | Estadísticas 15 D. Abrham 7 B. Bojanovský 6 D. Hlivák | Pabellón: Mons.Arena Árbitros: Boris Krejić Radomir Vojinović Martin Horozov |  |

| 3 de julio de 2022 | Eslovaquia                                        | 60–93                                 | Letonia                                             | Levice                                                                              |  |
| 18:00 (UTC+2)      | Parciales: 10-26, 13-25, 23-19, 14-23             | Parciales: 10-26, 13-25, 23-19, 14-23 | Parciales: 10-26, 13-25, 23-19, 14-23               |                                                                                     |  |
|                    | Estadísticas T. Pavelka 11 L. Bolek 8 D. Hlivak 4 | Reporte Pts Reb Asts                  | Estadísticas 23 D. Bertāns 15 K. Cavars 6 R. Lomažs | Pabellón: Športová Hala Levice Árbitros: Erez Gurion Carsten Straube Josip Jurčević |  |

| 4 de julio de 2022 | Serbia                                                      | 73–74                                 | Bélgica                                         | Niš                                                                                |  |
| 21:00 (UTC+2)      | Parciales: 21-23, 17-15, 22-15, 13-21                       | Parciales: 21-23, 17-15, 22-15, 13-21 | Parciales: 21-23, 17-15, 22-15, 13-21           |                                                                                    |  |
|                    | Estadísticas V. Marinković 14 B. Marjanović 10 O. Jaramaz 4 | Reporte Pts Reb Asts                  | Estadísticas 17 I. Bako 6 I. Bako 6 R. Obasohan | Pabellón: Centro Deportivo Čair Árbitros: Yohan Rosso Thomas Bissuel Péter Praksch |  |

#### Grupo B
| Pos. | Equipo       | PJ | G | P | PF  | PC  | DP  | Pts | Clasificación           |
| ---- | ------------ | -- | - | - | --- | --- | --- | --- | ----------------------- |
| 1    | Grecia       | 4  | 3 | 1 | 310 | 287 | +23 | 7   | Segunda ronda (Grupo I) |
| 2    | Turquía      | 4  | 2 | 2 | 307 | 286 | +21 | 6   | Segunda ronda (Grupo I) |
| 3    | Gran Bretaña | 4  | 1 | 3 | 287 | 331 | −44 | 5   | Segunda ronda (Grupo I) |
| 4    | Bielorrusia  | 0  | 0 | 0 | 0   | 0   | 0   | 0   | Expulsada               |

 Fuente: FIBA
Notas:
1. ↑  Bielorrusia fue expulsada del clasificatorio después de vencer a Turquía 84-70 y perder contra Grecia 77-67. Estos resultados quedaron anulados y sus futuros partidos cancelados.[9]

Primera ventana
| 25 de noviembre de 2021 | Gran Bretaña                                         | 78–69                                 | Grecia                                                       | Newcastle upon Tyne                                                                  |  |
| 18:30 (UTC+0)           | Parciales: 23-23, 10-15, 23-19, 22-12                | Parciales: 23-23, 10-15, 23-19, 22-12 | Parciales: 23-23, 10-15, 23-19, 22-12                        |                                                                                      |  |
|                         | Estadísticas T. Okereafor 19 L. Nelson 7 L. Nelson 6 | Reporte Pts Reb Asts                  | Estadísticas 19 D. Agravanis 9 N. Rogavopoulos 6 V. Mouratos | Pabellón: Vertu Motors Arena Árbitros: Antonio Conde Paulo Marques Andris Aunkrogers |  |

| 25 de noviembre de 2021 | Bielorrusia | Anulado | Turquía |  |  |
|                         |             |         |         |  |  |
|                         |             |         |         |  |  |

| 28 de noviembre de 2021 | Grecia | Anulado | Bielorrusia |  |  |
|                         |        |         |             |  |  |
|                         |        |         |             |  |  |

| 28 de noviembre de 2021 | Turquía                                             | 84–67                                 | Gran Bretaña                                       | Estambul                                                                                    |  |
| 19:00 (UTC+3)           | Parciales: 16-23, 21-14, 23-17, 24-13               | Parciales: 16-23, 21-14, 23-17, 24-13 | Parciales: 16-23, 21-14, 23-17, 24-13              |                                                                                             |  |
|                         | Estadísticas S. Larkin 22 M. Birsen 12 B. Tuncer 12 | Reporte Pts Reb Asts                  | Estadísticas 17 D. Clark 9 G. Olaseni 7 T. Phillip | Pabellón: Sinan Erdem Spor Salonu Árbitros: Ademir Zurapović Martin Horozov Zdravko Rutešić |  |

Segunda ventana
| 25 de febrero de 2022 | Bielorrusia | Cancelado | Gran Bretaña |  |  |
|                       |             |           |              |  |  |
|                       |             |           |              |  |  |

| 25 de febrero de 2022 | Grecia                                                                   | 72–71                                 | Turquía                                               | Atenas                                                                                           |  |
| 18:00 (UTC+2)         | Parciales: 13-20, 27-12, 20-24, 12-15                                    | Parciales: 13-20, 27-12, 20-24, 12-15 | Parciales: 13-20, 27-12, 20-24, 12-15                 |                                                                                                  |  |
|                       | Estadísticas D. Agravanis, G. Papagiannis 14 D. Agravanis 6 K. Sloukas 7 | Reporte Pts Reb Asts                  | Estadísticas 21 M. Mahmutoğlu 5 S. Larkin 9 S. Larkin | Pabellón: Centro Olímpico Ano Liossia Árbitros: Antonio Conde Tomas Jasevičius Andris Aunkrogers |  |

| 28 de febrero de 2022 | Turquía                                            | 67–76                                 | Grecia                                                    | Estambul                                                                                  |  |
| 20:00 (UTC+3)         | Parciales: 15-17, 18-19, 13-26, 21-14              | Parciales: 15-17, 18-19, 13-26, 21-14 | Parciales: 15-17, 18-19, 13-26, 21-14                     |                                                                                           |  |
|                       | Estadísticas S. Larkin 16 M. Birsen 13 S. Larkin 6 | Reporte Pts Reb Asts                  | Estadísticas 22 D. Agravanis 11 D. Agravanis 9 K. Sloukas | Pabellón: Sinan Erdem Spor Salonu Árbitros: Yohan Rosso Aleksandar Glišić Lorenzo Baldini |  |

| 28 de febrero de 2022 | Gran Bretaña | Cancelado | Bielorrusia |  |  |
|                       |              |           |             |  |  |
|                       |              |           |             |  |  |

Tercera ventana
| 30 de junio de 2022 | Turquía | Cancelado | Bielorrusia |  |  |
|                     |         |           |             |  |  |
|                     |         |           |             |  |  |

| 30 de junio de 2022 | Grecia                                                     | 93–71                                 | Gran Bretaña                                            | Larisa                                                                             |  |
| 20:00 (UTC+3)       | Parciales: 19-20, 20-18, 30-10, 24-23                      | Parciales: 19-20, 20-18, 30-10, 24-23 | Parciales: 19-20, 20-18, 30-10, 24-23                   |                                                                                    |  |
|                     | Estadísticas D. Agravanis 16 G. Papagiannis 10 T. Dorsey 7 | Reporte Pts Reb Asts                  | Estadísticas 23 M. Hesson 8 G. Olaseni 5 D. van Oostrum | Pabellón: E.A.K. Neapolis Árbitros: Ademir Zurapović Paulo Marques Zdravko Rutešić |  |

| 3 de julio de 2022 | Bielorrusia | Cancelado | Grecia |  |  |
|                    |             |           |        |  |  |
|                    |             |           |        |  |  |

| 3 de julio de 2022 | Gran Bretaña                                                       | 71–85                                 | Turquía                                                    | Newcastle upon Tyne                                                                |  |
| 16:00 (UTC+1)      | Parciales: 18-20, 13-22, 20-20, 20-23                              | Parciales: 18-20, 13-22, 20-20, 20-23 | Parciales: 18-20, 13-22, 20-20, 20-23                      |                                                                                    |  |
|                    | Estadísticas M. Hesson 18 M. Hesson 10 M. Hesson, D. van Oostrum 5 | Reporte Pts Reb Asts                  | Estadísticas 22 S. Larkin 7 S. Şanlı 6 S. Hazer, S. Larkin | Pabellón: Vertu Motors Arena Árbitros: Manuel Mazzoni Gvidas Gedvilas Ivor Matějek |  |

#### Grupo C
| Pos. | Equipo    | PJ | G | P | PF  | PC  | DP  | Pts | Clasificación           |
| ---- | --------- | -- | - | - | --- | --- | --- | --- | ----------------------- |
| 1    | Finlandia | 6  | 5 | 1 | 474 | 446 | +28 | 11  | Segunda ronda (Grupo J) |
| 2    | Eslovenia | 6  | 4 | 2 | 506 | 482 | +24 | 10  | Segunda ronda (Grupo J) |
| 3    | Suecia    | 6  | 2 | 4 | 479 | 494 | −15 | 8   | Segunda ronda (Grupo J) |
| 4    | Croacia   | 6  | 1 | 5 | 462 | 499 | −37 | 7   |                         |

 Fuente: FIBA
Primera ventana
| 25 de noviembre de 2021 | Suecia                                                     | 72–62                                | Finlandia                                                     | Estocolmo                                                                      |  |
| 20:00 (UTC+1)           | Parciales: 14-11, 17-8, 16-14, 25-29                       | Parciales: 14-11, 17-8, 16-14, 25-29 | Parciales: 14-11, 17-8, 16-14, 25-29                          |                                                                                |  |
|                         | Estadísticas L. Håkanson 20 V. Gaddefors 10 L. Håkanson 10 | Reporte Pts Reb Asts                 | Estadísticas 12 S. Salin 8 S. Salin, M. Jantunen 3 I. Seppälä | Pabellón: Avicii Arena Árbitros: Oskars Lucis Zdravko Rutešić Beniamino Attard |  |

| 25 de noviembre de 2021 | Croacia                                                             | 74–76                                 | Eslovenia                                            | Zagreb |  |
| 20:45 (UTC+1)           | Parciales: 19-16, 20-25, 17-14, 18-21                               | Parciales: 19-16, 20-25, 17-14, 18-21 | Parciales: 19-16, 20-25, 17-14, 18-21                | |  |
|                         | Estadísticas F. Bundović 16 F. Bundović 7 F. Bundović, L. Gnjidić 5 | Reporte Pts Reb Asts                  | Estadísticas 16 K. Prepelič 10 E. Murić 3 A. Nikolić | Pabellón: Centro de Baloncesto Dražen Petrović Árbitros: Yohan Rosso Fernando Calatrava Mārtiņš Kozlovskis |  |

| 28 de noviembre de 2021 | Finlandia                                                     | 77–71                                 | Croacia                                               | Espoo                                                                            |  |
| 19:00 (UTC+2)           | Parciales: 14-15, 20-19, 25-21, 18-16                         | Parciales: 14-15, 20-19, 25-21, 18-16 | Parciales: 14-15, 20-19, 25-21, 18-16                 |                                                                                  |  |
|                         | Estadísticas E. Maxhuni 15 S. Huff 9 P. Koponen, E. Maxhuni 5 | Reporte Pts Reb Asts                  | Estadísticas 16 F. Bundović 7 L. Gnjidić 5 R. Prkačin | Pabellón: Espoo Metro Areena Árbitros: Nicolas Maestre Zafer Yılmaz Gatis Saliņš |  |

| 28 de noviembre de 2021 | Eslovenia                                             | 94–89                                 | Suecia                                                       | Koper                                                                       |  |
| 20:00 (UTC+1)           | Parciales: 17-24, 25-20, 25-19, 27-26                 | Parciales: 17-24, 25-20, 25-19, 27-26 | Parciales: 17-24, 25-20, 25-19, 27-26                        |                                                                             |  |
|                         | Estadísticas K. Prepelič 30 J. Blažič 9 K. Prepelič 8 | Reporte Pts Reb Asts                  | Estadísticas 21 L. Håkanson 11 C. Czerapowicz 14 L. Håkanson | Pabellón: Arena Bonifika Árbitros: Yener Yılmaz Thomas Bissuel Tanel Suslov |  |

Segunda ventana
| 25 de febrero de 2022 | Finlandia                                                       | 86–76                                 | Eslovenia                                        | Espoo                                                                             |  |
| 18:30 (UTC+2)         | Parciales: 13-14, 19-17, 26-26, 28-19                           | Parciales: 13-14, 19-17, 26-26, 28-19 | Parciales: 13-14, 19-17, 26-26, 28-19            |                                                                                   |  |
|                       | Estadísticas S. Salin 25 M. Jantunen 11 M. Little, I. Seppälä 6 | Reporte Pts Reb Asts                  | Estadísticas 25 Z. Dragić 10 M. Tobey 5 M. Rebec | Pabellón: Espoo Metro Areena Árbitros: Wojciech Liszka Paulo Marques Tanel Suslov |  |

| 25 de febrero de 2022 | Croacia                                                         | 64–70                                 | Suecia                                                     | Zagreb |  |
| 18:30 (UTC+1)         | Parciales: 15-18, 20-17, 10-17, 19-18                           | Parciales: 15-18, 20-17, 10-17, 19-18 | Parciales: 15-18, 20-17, 10-17, 19-18                      | |  |
|                       | Estadísticas T. Zubčić 20 F. Krušlin 6 F. Krušlin, L. Gnjidić 2 | Reporte Pts Reb Asts                  | Estadísticas 16 V. Gaddefors 12 S. Birgander 6 L. Håkanson | Pabellón: Centro de Baloncesto Dražen Petrović Árbitros: Georgios Poursanidis Marius Ciulin Martin Horozov |  |

| 28 de febrero de 2022 | Eslovenia                                                    | 79–83                                 | Finlandia                                           | Koper                                                                             |  |
| 17:30 (UTC+1)         | Parciales: 16-26, 15-26, 18-12, 30-19                        | Parciales: 16-26, 15-26, 18-12, 30-19 | Parciales: 16-26, 15-26, 18-12, 30-19               |                                                                                   |  |
|                       | Estadísticas K. Prepelič 20 E. Murić 12 Z. Samar, M. Tobey 5 | Reporte Pts Reb Asts                  | Estadísticas 17 M. Jantunen 8 S. Huff 4 E. Valtonen | Pabellón: Arena Bonifika Árbitros: Antonio Conde Marek Kúkelčík Gintaras Mačiulis |  |

| 28 de febrero de 2022 | Suecia                                                    | 98–105                                                   | Croacia                                                  | Norrköping                                                                       |  |
| 19:00 (UTC+1)         | Parciales: 21-14, 20-12, 18-24, 20-29 (T.E.: 9-9, 10-17)  | Parciales: 21-14, 20-12, 18-24, 20-29 (T.E.: 9-9, 10-17) | Parciales: 21-14, 20-12, 18-24, 20-29 (T.E.: 9-9, 10-17) |                                                                                  |  |
|                       | Estadísticas L. Håkanson 31 S. Birgander 18 L. Håkanson 7 | Reporte Pts Reb Asts                                     | Estadísticas 29 G. Filipović 13 K. Matković 6 F. Krušlin | Pabellón: Stadium Arena Árbitros: Manuel Mazzoni Tomas Jasevičius Thomas Bissuel |  |

Tercera ventana
| 30 de junio de 2022 | Finlandia                                                 | 85–69                                | Suecia                                                     | Espoo                                                                                     |  |
| 18:30 (UTC+3)       | Parciales: 19-29, 24-17, 26-8, 16-15                      | Parciales: 19-29, 24-17, 26-8, 16-15 | Parciales: 19-29, 24-17, 26-8, 16-15                       |                                                                                           |  |
|                     | Estadísticas L. Markkanen 22 L. Markkanen 11 E. Maxhuni 5 | Reporte Pts Reb Asts                 | Estadísticas 18 D. Andersson 8 S. Birgander 6 S. Birgander | Pabellón: Espoo Metro Areena Árbitros: Aleksandar Glišić Gvidas Gedvilas Beniamino Attard |  |

| 30 de junio de 2022 | Eslovenia                                          | 97–69                                | Croacia                                              | Liubliana                                                               |  |
| 20:15 (UTC+2)       | Parciales: 33-8, 21-27, 22-16, 21-18               | Parciales: 33-8, 21-27, 22-16, 21-18 | Parciales: 33-8, 21-27, 22-16, 21-18                 |                                                                         |  |
|                     | Estadísticas L. Dončić 21 M. Tobey 13 L. Dončić 10 | Reporte Pts Reb Asts                 | Estadísticas 22 M. Hezonja 9 M. Hezonja 6 M. Hezonja | Pabellón: Arena Stožice Árbitros: Yohan Rosso Luis Castillo Michał Proc |  |

| 3 de julio de 2022 | Suecia                                                   | 81–84                                 | Eslovenia                                          | Estocolmo                                                         |  |
| 17:00 (UTC+2)      | Parciales: 17-22, 24-19, 20-29, 20-14                    | Parciales: 17-22, 24-19, 20-29, 20-14 | Parciales: 17-22, 24-19, 20-29, 20-14              |                                                                   |  |
|                    | Estadísticas L. Håkanson 24 V. Gaddefors 9 L. Håkanson 9 | Reporte Pts Reb Asts                  | Estadísticas 31 L. Dončić 10 L. Dončić 6 L. Dončić | Pabellón: Hovet Árbitros: Oskars Lucis Paulo Marques Geert Jacobs |  |

| 3 de julio de 2022 | Croacia                                                               | 79–81                                 | Finlandia                                               | Rijeka                                                                          |  |
| 20:00 (UTC+2)      | Parciales: 17-21, 17-22, 27-17, 18-21                                 | Parciales: 17-21, 17-22, 27-17, 18-21 | Parciales: 17-21, 17-22, 27-17, 18-21                   |                                                                                 |  |
|                    | Estadísticas B. Bogdanović, I. Zubac 21 R. Prkačin 9 Tres jugadores 4 | Reporte Pts Reb Asts                  | Estadísticas 19 L. Markkanen 9 E. Valtonen 5 E. Maxhuni | Pabellón: Centar Zamet Árbitros: Yener Yılmaz Martin Horozov Fernando Calatrava |  |

#### Grupo D
| Pos. | Equipo   | PJ | G | P | PF  | PC  | DP  | Pts | Clasificación           |
| ---- | -------- | -- | - | - | --- | --- | --- | --- | ----------------------- |
| 1    | Alemania | 6  | 5 | 1 | 474 | 425 | +49 | 11  | Segunda ronda (Grupo J) |
| 2    | Israel   | 6  | 3 | 3 | 476 | 452 | +24 | 9   | Segunda ronda (Grupo J) |
| 3    | Estonia  | 6  | 2 | 4 | 415 | 470 | −55 | 8   | Segunda ronda (Grupo J) |
| 4    | Polonia  | 6  | 2 | 4 | 444 | 462 | −18 | 8   |                         |

 Fuente: FIBA
Notas:
1. 1 2  Estonia 143-141 Polonia

Primera ventana
| 25 de noviembre de 2021 | Israel                                                          | 69–61                                | Polonia                                                             | Tel Aviv                                                                                 |  |
| 19:00 (UTC+2)           | Parciales: 12-21, 19-6, 18-12, 20-22                            | Parciales: 12-21, 19-6, 18-12, 20-22 | Parciales: 12-21, 19-6, 18-12, 20-22                                |                                                                                          |  |
|                         | Estadísticas Tres jugadores 11 T. Ginat 11 G. Pnini, Y. Madar 5 | Reporte Pts Reb Asts                 | Estadísticas 16 M. Kolenda 7 O. Balcerowski 5 M. Ponitka, J. Schenk | Pabellón: Shlomo Group Arena Árbitros: Georgios Poursanidis Gatis Saliņš Ilias Kounelles |  |

| 25 de noviembre de 2021 | Alemania                                                               | 66–69                                 | Estonia                                                          | Núremberg                                                                       |  |
| 19:00 (UTC+1)           | Parciales: 18-17, 16-13, 19-25, 13-14                                  | Parciales: 18-17, 16-13, 19-25, 13-14 | Parciales: 18-17, 16-13, 19-25, 13-14                            |                                                                                 |  |
|                         | Estadísticas C. Sengfelder 21 C. Sengfelder 8 R. Benzing, J. Hollatz 3 | Reporte Pts Reb Asts                  | Estadísticas 15 K. Treier, K. Kullamae 6 R. Nurger 7 K. Kullamae | Pabellón: Kia Metropol Arena Árbitros: Boris Krejić Andrei Sharapa Geert Jacobs |  |

| 28 de noviembre de 2021 | Estonia                                                                   | 69–79                                 | Israel                                                  | Tallin                                                                         |  |
| 19:00 (UTC+2)           | Parciales: 14-20, 22-19, 17-22, 16-18                                     | Parciales: 14-20, 22-19, 17-22, 16-18 | Parciales: 14-20, 22-19, 17-22, 16-18                   |                                                                                |  |
|                         | Estadísticas M. Jurkatamm 14 H. Drell, K. Treier 5 S. Vene, K. Kullamae 4 | Reporte Pts Reb Asts                  | Estadísticas 10 Cuatro jugadores 11 N. Levi 10 G. Mekel | Pabellón: Saku Suurhall Árbitros: Luis Castillo Andris Aunkrogers Mehmet Sahin |  |

| 28 de noviembre de 2021 | Polonia                                                            | 69–72                                 | Alemania                                                         | Lublin                                                                         |  |
| 20:00 (UTC+1)           | Parciales: 13-16, 17-24, 21-21, 18-11                              | Parciales: 13-16, 17-24, 21-21, 18-11 | Parciales: 13-16, 17-24, 21-21, 18-11                            |                                                                                |  |
|                         | Estadísticas J. Schenk 17 O. Balcerowski, M. Kolenda 6 J. Schenk 7 | Reporte Pts Reb Asts                  | Estadísticas 24 D. Krämer 7 D. Lockhart, L. Kratzer 7 J. Hollatz | Pabellón: Globus Arena Árbitros: Yohan Rosso Mārtiņš Kozlovskis Igor Mitrovski |  |

Segunda ventana
| 25 de febrero de 2022 | Israel                                         | 67–71                                 | Alemania                                            | Tel Aviv                                                                                    |  |
| 14:30 (UTC+2)         | Parciales: 15-12, 18-23, 18-14, 16-22          | Parciales: 15-12, 18-23, 18-14, 16-22 | Parciales: 15-12, 18-23, 18-14, 16-22               |                                                                                             |  |
|                       | Estadísticas T. Ginat 20 T. Ginat 7 B. Timor 6 | Reporte Pts Reb Asts                  | Estadísticas 17 R. Benzing 7 D. Krämer 8 J. Hollatz | Pabellón: Shlomo Group Arena Árbitros: Ademir Zurapović Fernando Calatrava Beniamino Attard |  |

| 25 de febrero de 2022 | Estonia                                                | 75–71                                 | Polonia                                                 | Tallin                                                                       |  |
| 19:00 (UTC+2)         | Parciales: 15-14, 32-22, 13-18, 15-17                  | Parciales: 15-14, 32-22, 13-18, 15-17 | Parciales: 15-14, 32-22, 13-18, 15-17                   |                                                                              |  |
|                       | Estadísticas J. Jõesaar 22 M. Kotsar 10 M. Rosenthal 9 | Reporte Pts Reb Asts                  | Estadísticas 15 J. Garbacz 5 J. Garbacz 7 M. Sokołowski | Pabellón: Saku Suurhall Árbitros: Marek Kúkelčík Gatis Saliņš Josip Jurčević |  |

| 28 de febrero de 2022 | Polonia                                                             | 70–68                                 | Estonia                                              | Lublin                                                                          |  |
| 18:00 (UTC+1)         | Parciales: 12-21, 26-21, 17-14, 15-12                               | Parciales: 12-21, 26-21, 17-14, 15-12 | Parciales: 12-21, 26-21, 17-14, 15-12                |                                                                                 |  |
|                       | Estadísticas J. Zyskowski 14 J. Zyskowski, M. Ponitka 5 J. Schenk 7 | Reporte Pts Reb Asts                  | Estadísticas 24 M. Kotsar 7 M. Kotsar 5 M. Rosenthal | Pabellón: Globus Arena Árbitros: Georgios Poursanidis Özlem Yalman Martin Vulić |  |

| 28 de febrero de 2022 | Alemania                                    | 84–80                                 | Israel                                          | Heidelberg                                                                   |  |
| 19:30 (UTC+1)         | Parciales: 20-20, 19-14, 15-31, 30-15       | Parciales: 20-20, 19-14, 15-31, 30-15 | Parciales: 20-20, 19-14, 15-31, 30-15           |                                                                              |  |
|                       | Estadísticas M. Lô 18 J. Thiemann 9 M. Lô 7 | Reporte Pts Reb Asts                  | Estadísticas 18 T. Ginat 10 T. Ginat 6 T. Blatt | Pabellón: SNP Dome Árbitros: Marius Ciulin Radomir Vojinović Alexandre Deman |  |

Tercera ventana
| 30 de junio de 2022 | Estonia                                                      | 57–88                                 | Alemania                                                    | Tallin                                                                            |  |
| 19:00 (UTC+3)       | Parciales: 11-18, 11-13, 16-36, 19-21                        | Parciales: 11-18, 11-13, 16-36, 19-21 | Parciales: 11-18, 11-13, 16-36, 19-21                       |                                                                                   |  |
|                     | Estadísticas M. Kotsar 13 M. Kotsar 7 S. Sokk, K. Kullamae 4 | Reporte Pts Reb Asts                  | Estadísticas 23 C. Sengfelder 9 C. Sengfelder 9 D. Schröder | Pabellón: Saku Suurhall Árbitros: Nicolas Maestre Thomas Bissuel Zdenko Tomašovič |  |

| 30 de junio de 2022 | Polonia                                              | 90–85                                              | Israel                                             | Lublin                                                                          |  |
| 20:30 (UTC+2)       | Parciales: 18-12, 24-24, 15-19, 21-23 (T.E.: 12-7)   | Parciales: 18-12, 24-24, 15-19, 21-23 (T.E.: 12-7) | Parciales: 18-12, 24-24, 15-19, 21-23 (T.E.: 12-7) |                                                                                 |  |
|                     | Estadísticas M. Ponitka 23 M. Ponitka 9 M. Ponitka 6 | Reporte Pts Reb Asts                               | Estadísticas 15 R. Menco 10 T. Ginat 7 Y. Zoosman  | Pabellón: Globus Arena Árbitros: Saverio Lanzarini Ivor Matějek Ilias Kounelles |  |

| 3 de julio de 2022 | Alemania                                                  | 93–83                                 | Polonia                                                       | Bremen                                                                      |  |
| 18:00 (UTC+2)      | Parciales: 19-19, 21-17, 17-20, 36-27                     | Parciales: 19-19, 21-17, 17-20, 36-27 | Parciales: 19-19, 21-17, 17-20, 36-27                         |                                                                             |  |
|                    | Estadísticas D. Schröder 38 J. Voigtmann 10 D. Schröder 5 | Reporte Pts Reb Asts                  | Estadísticas 32 A. J. Slaughter 7 O. Balcerowski 5 M. Ponitka | Pabellón: Bremen Arena Árbitros: Marius Ciulin Petr Hruša Gintaras Mačiulis |  |

| 3 de julio de 2022 | Israel                                           | 96–77                                 | Estonia                                               | Tel Aviv                                                                                    |  |
| 20:30 (UTC+3)      | Parciales: 29-22, 19-22, 24-13, 24-20            | Parciales: 29-22, 19-22, 24-13, 24-20 | Parciales: 29-22, 19-22, 24-13, 24-20                 |                                                                                             |  |
|                    | Estadísticas T. Ginat 17 Y. Zoosman 8 G. Mekel 6 | Reporte Pts Reb Asts                  | Estadísticas 13 M. Kotsar 6 K. Kullamae 8 K. Kullamae | Pabellón: Shlomo Group Arena Árbitros: Ademir Zurapović Gintaras Vitkauskas Zdravko Rutešić |  |

#### Grupo E
| Pos. | Equipo     | PJ | G | P | PF  | PC  | DP   | Pts | Clasificación           |
| ---- | ---------- | -- | - | - | --- | --- | ---- | --- | ----------------------- |
| 1    | Francia    | 6  | 5 | 1 | 464 | 343 | +121 | 11  | Segunda ronda (Grupo K) |
| 2    | Montenegro | 6  | 4 | 2 | 464 | 428 | +36  | 10  | Segunda ronda (Grupo K) |
| 3    | Hungría    | 6  | 3 | 3 | 399 | 469 | −70  | 9   | Segunda ronda (Grupo K) |
| 4    | Portugal   | 6  | 0 | 6 | 386 | 473 | −87  | 6   |                         |

 Fuente: FIBA
Primera ventana
| 26 de noviembre de 2021 | Portugal                                                | 75–81                                 | Hungría                                         | Matosinhos                                                                                            |  |
| 18:00 (UTC+0)           | Parciales: 15-20, 18-18, 16-23, 26-20                   | Parciales: 15-20, 18-18, 16-23, 26-20 | Parciales: 15-20, 18-18, 16-23, 26-20           | |  |
|                         | Estadísticas S. Borovnjak 16 R. Monteiro 6 D. Ventura 5 | Reporte Pts Reb Asts                  | Estadísticas 19 Z. Perl 7 A. Keller 6 B. Váradi | Pabellón: Centro de Desportos e Congressos Árbitros: Wojciech Liszka Ivor Matějek Gintaras Vitkauskas |  |

| 26 de noviembre de 2021 | Francia                                                               | 73–67                                 | Montenegro                                            | Pau                                                                                      |  |
| 20:30 (UTC+1)           | Parciales: 13-22, 25-16, 11-18, 24-11                                 | Parciales: 13-22, 25-16, 11-18, 24-11 | Parciales: 13-22, 25-16, 11-18, 24-11                 |                                                                                          |  |
|                         | Estadísticas L. Labeyrie 18 I. Cordinier 8 I. Cordinier, P. Lacombe 4 | Reporte Pts Reb Asts                  | Estadísticas 23 V. Mihailović 8 N. Radović 7 J. Cobbs | Pabellón: Palacio de Deportes de Pau Árbitros: Martin Horozov Kerem Baki Lorenzo Baldini |  |

| 29 de noviembre de 2021 | Hungría                                               | 54–78                               | Francia                                                             | Kaposvár                                                                            |  |
| 18:00 (UTC+1)           | Parciales: 8-21, 21-24, 9-18, 16-15                   | Parciales: 8-21, 21-24, 9-18, 16-15 | Parciales: 8-21, 21-24, 9-18, 16-15                                 |                                                                                     |  |
|                         | Estadísticas S. Benke 14 Tres jugadores 4 B. Váradi 4 | Reporte Pts Reb Asts                | Estadísticas 19 L. Labeyrie 6 T. Tarpey, L. Labeyrie 7 I. Cordinier | Pabellón: Kaposvár Aréna Árbitros: Marius Ciulin Sergii Zashchuk Ventsislav Velikov |  |

| 29 de noviembre de 2021 | Montenegro                                              | 83–69                                 | Portugal                                            | Podgorica                                                                         |  |
| 18:30 (UTC+1)           | Parciales: 24-14, 17-22, 23-20, 19-13                   | Parciales: 24-14, 17-22, 23-20, 19-13 | Parciales: 24-14, 17-22, 23-20, 19-13               |                                                                                   |  |
|                         | Estadísticas J. Cobbs 22 Z. Nikolić 11 Tres jugadores 3 | Reporte Pts Reb Asts                  | Estadísticas 16 D. Relvao 9 M. Queiroz 5 J. Barbosa | Pabellón: Bemax Arena Árbitros: Manuel Mazzoni Vilius Mačiulaitis Sergei Beliakov |  |

Segunda ventana
| 24 de febrero de 2022 | Hungría                                       | 67–83                                 | Montenegro                                                  | Debrecen                                                                         |  |
| 18:00 (UTC+1)         | Parciales: 15-17, 13-19, 14-20, 25-27         | Parciales: 15-17, 13-19, 14-20, 25-27 | Parciales: 15-17, 13-19, 14-20, 25-27                       |                                                                                  |  |
|                       | Estadísticas Z. Perl 14 A. Keller 5 Z. Perl 7 | Reporte Pts Reb Asts                  | Estadísticas 27 V. Mihailović 8 B. Dubljević 7 B. Dubljević | Pabellón: Főnix Hall Árbitros: Saverio Lanzarini Gvidas Gedvilas Carsten Straube |  |

| 24 de febrero de 2022 | Francia                                                  | 94–56                                 | Portugal                                                     | Dijon                                                                                       |  |
| 19:00 (UTC+1)         | Parciales: 15-17, 22-16, 27-11, 30-12                    | Parciales: 15-17, 22-16, 27-11, 30-12 | Parciales: 15-17, 22-16, 27-11, 30-12                        |                                                                                             |  |
|                       | Estadísticas L. Labeyrie 15 M. Lessort 10 I. Cordinier 7 | Reporte Pts Reb Asts                  | Estadísticas 15 D. Brito 4 M. Queiroz 4 D. Brito, D. Ventura | Pabellón: Palais des Sports de Dijon Árbitros: Aleksandar Glišić Viola Györgyi Geert Jacobs |  |

| 27 de febrero de 2022 | Portugal                                              | 56–69                                | Francia                                                       | Matosinhos                                                                                           |  |
| 17:00 (UTC+0)         | Parciales: 16-17, 19-17, 8-15, 13-20                  | Parciales: 16-17, 19-17, 8-15, 13-20 | Parciales: 16-17, 19-17, 8-15, 13-20                          | |  |
|                       | Estadísticas R. Lisboa 14 S. Borovnjak 7 J. Barbosa 5 | Reporte Pts Reb Asts                 | Estadísticas 16 A. M'Baye 6 T. Tarpey, M. Lessort 5 A. Julien | Pabellón: Centro de Desportos e Congressos Árbitros: Oskars Lucis Zdenko Tomašovič Vladimir Jevtović |  |

| 27 de febrero de 2022 | Montenegro                                             | 84–88                                 | Hungría                                                         | Podgorica                                                                    |  |
| 18:00 (UTC+1)         | Parciales: 14-17, 21-23, 24-19, 25-29                  | Parciales: 14-17, 21-23, 24-19, 25-29 | Parciales: 14-17, 21-23, 24-19, 25-29                           |                                                                              |  |
|                       | Estadísticas J. Cobbs 21 D. Radončić 10 B. Dubljević 6 | Reporte Pts Reb Asts                  | Estadísticas 24 D. Vojvoda 5 R. Allen, Z. Perl 4 Tres jugadores | Pabellón: Bemax Arena Árbitros: Mārtiņš Kozlovskis Geert Jacobs Tanel Suslov |  |

Tercera ventana
| 1 de julio de 2022 | Hungría                                                       | 69–68                                 | Portugal                                                                 | Budapest                                                                   |  |
| 18:00 (UTC+2)      | Parciales: 21-13, 19-18, 13-21, 16-16                         | Parciales: 21-13, 19-18, 13-21, 16-16 | Parciales: 21-13, 19-18, 13-21, 16-16                                    |                                                                            |  |
|                    | Estadísticas R. Allen 11 M. Hopkins 11 S. Benke, A. Somogyi 5 | Reporte Pts Reb Asts                  | Estadísticas 16 M. Queiroz, R. Lisboa 10 D. Brito, M. Queiroz 6 D. Brito | Pabellón: Tüskecsarnok Árbitros: Erez Gurion Carsten Straube Blaž Zupančič |  |

| 1 de julio de 2022 | Montenegro                                          | 70–69                                 | Francia                                              | Podgorica                                                                                       |  |
| 19:00 (UTC+2)      | Parciales: 15-15, 18-16, 23-17, 14-21               | Parciales: 15-15, 18-16, 23-17, 14-21 | Parciales: 15-15, 18-16, 23-17, 14-21                |                                                                                                 |  |
|                    | Estadísticas N. Radović 15 A. Ilić 10 N. Ivanović 5 | Reporte Pts Reb Asts                  | Estadísticas 18 V. Poirier 12 V. Poirier 4 A. Albicy | Pabellón: Morača Sports Center Árbitros: Manuel Mazzoni Georgios Poursanidis Fernando Calatrava |  |

| 4 de julio de 2022 | Portugal                                            | 62–77                                 | Montenegro                                      | Odivelas                                                                                           |  |
| 19:00 (UTC+1)      | Parciales: 14-19, 16-26, 21-21, 11-11               | Parciales: 14-19, 16-26, 21-21, 11-11 | Parciales: 14-19, 16-26, 21-21, 11-11           | |  |
|                    | Estadísticas M. Queiroz 17 M. Queiroz 8 R. Lisboa 4 | Reporte Pts Reb Asts                  | Estadísticas 14 A. Ilić 9 A. Ilić 8 N. Ivanović | Pabellón: Pavilhão Multiusos de Odivelas Árbitros: Saverio Lanzarini Beniamino Attard Mehmet Sahin |  |

| 4 de julio de 2022 | Francia                                             | 81–40                                | Hungría                                                   | Mouilleron-le-Captif                                                      |  |
| 20:30 (UTC+2)      | Parciales: 15-11, 24-14, 29-2, 13-13                | Parciales: 15-11, 24-14, 29-2, 13-13 | Parciales: 15-11, 24-14, 29-2, 13-13                      |                                                                           |  |
|                    | Estadísticas T. Maledon 15 M. Jaiteh 7 P. Lacombe 5 | Reporte Pts Reb Asts                 | Estadísticas 7 Z. Perl, D. Vojvoda 5 G. Golomán 3 Z. Perl | Pabellón: Vendespace Árbitros: Andris Aunkrogers Tanel Suslov Pavel Fuska |  |

#### Grupo F
| Pos. | Equipo               | PJ | G | P | PF  | PC  | DP  | Pts | Clasificación           |
| ---- | -------------------- | -- | - | - | --- | --- | --- | --- | ----------------------- |
| 1    | Lituania             | 6  | 5 | 1 | 462 | 421 | +41 | 11  | Segunda ronda (Grupo K) |
| 2    | República Checa      | 6  | 3 | 3 | 485 | 483 | +2  | 9   | Segunda ronda (Grupo K) |
| 3    | Bosnia y Herzegovina | 6  | 3 | 3 | 472 | 486 | −14 | 9   | Segunda ronda (Grupo K) |
| 4    | Bulgaria             | 6  | 1 | 5 | 446 | 475 | −29 | 7   |                         |

 Fuente: FIBA
Notas:
1. 1 2  República Checa 183-178 Bosnia y Herzegovina

Primera ventana
| 26 de noviembre de 2021 | Lituania                                                     | 89–69                                 | Bulgaria                                           | Klaipėda                                                                          |  |
| 19:30 (UTC+2)           | Parciales: 22-11, 20-20, 27-16, 20-22                        | Parciales: 22-11, 20-20, 27-16, 20-22 | Parciales: 22-11, 20-20, 27-16, 20-22              |                                                                                   |  |
|                         | Estadísticas O. Olisevičius 20 O. Olisevičius 9 D. Gailius 8 | Reporte Pts Reb Asts                  | Estadísticas 20 P. Ivanov 6 Y. Minchev 4 V. Petkov | Pabellón: Švyturio Arena Árbitros: Luis Castillo Igor Mitrovski Vladimir Jevtović |  |

| 26 de noviembre de 2021 | Bosnia y Herzegovina                                 | 97–90                                 | República Checa                                     | Sarajevo                                                                            |  |
| 20:00 (UTC+1)           | Parciales: 17-23, 27-33, 31-11, 22-23                | Parciales: 17-23, 27-33, 31-11, 22-23 | Parciales: 17-23, 27-33, 31-11, 22-23               |                                                                                     |  |
|                         | Estadísticas D. Musa 21 M. Halilović 8 J. Roberson 5 | Reporte Pts Reb Asts                  | Estadísticas 31 D. Jelínek 7 M. Peterka 7 O. Sehnal | Pabellón: Mirza Delibašić Hall Árbitros: Manuel Mazzoni Thomas Bissuel Tanel Suslov |  |

| 29 de noviembre de 2021 | República Checa                                     | 66–74                               | Lituania                                                    | Opava                                                                                 |  |
| 17:00 (UTC+1)           | Parciales: 23-19, 9-26, 18-9, 16-20                 | Parciales: 23-19, 9-26, 18-9, 16-20 | Parciales: 23-19, 9-26, 18-9, 16-20                         |                                                                                       |  |
|                         | Estadísticas T. Kyzlink 21 P. Bohačík 8 J. Šiřina 3 | Reporte Pts Reb Asts                | Estadísticas 13 M. Kuzminskas 11 M. Echodas 4 M. Kuzminskas | Pabellón: Hala Opava Árbitros: Georgios Poursanidis Wojciech Liszka Radomir Vojinović |  |

| 29 de noviembre de 2021 | Bulgaria                                                          | 75–85                                 | Bosnia y Herzegovina                                     | Botevgrad                                                                               |  |
| 19:00 (UTC+2)           | Parciales: 19-25, 23-25, 13-19, 20-16                             | Parciales: 19-25, 23-25, 13-19, 20-16 | Parciales: 19-25, 23-25, 13-19, 20-16                    |                                                                                         |  |
|                         | Estadísticas C. Kostov 13 C. Kostov 9 D. Karamfilov, S. Marinov 5 | Reporte Pts Reb Asts                  | Estadísticas 21 M. Halilović 8 E. Sulejmanović 5 E. Atić | Pabellón: Arena Botevgrad Árbitros: Fernando Calatrava Beniamino Attard Ilias Kounelles |  |

Segunda ventana
| 24 de febrero de 2022 | Bulgaria                                                  | 79–70                                | República Checa                                     | Botevgrad                                                                     |  |
| 19:00 (UTC+2)         | Parciales: 23-21, 21-9, 11-17, 24-23                      | Parciales: 23-21, 21-9, 11-17, 24-23 | Parciales: 23-21, 21-9, 11-17, 24-23                |                                                                               |  |
|                       | Estadísticas D. Bost 24 C. Kostov 9 D. Bost, S. Marinov 6 | Reporte Pts Reb Asts                 | Estadísticas 21 V. Hruban 15 M. Peterka 5 O. Sehnal | Pabellón: Arena Botevgrad Árbitros: Oskars Lucis Martin Vulić Alexandre Deman |  |

| 24 de febrero de 2022 | Bosnia y Herzegovina                              | 77–78                                 | Lituania                                                        | Tuzla                                                                     |  |
| 20:00 (UTC+1)         | Parciales: 21-13, 20-23, 15-24, 21-18             | Parciales: 21-13, 20-23, 15-24, 21-18 | Parciales: 21-13, 20-23, 15-24, 21-18                           |                                                                           |  |
|                       | Estadísticas M. Halilović 20 A. Gegić 7 D. Musa 6 | Reporte Pts Reb Asts                  | Estadísticas 18 O. Olisevičius 7 A. Butkevičius 5 M. Girdžiūnas | Pabellón: Dvorana Mejdan Árbitros: Yohan Rosso Kerem Baki Lorenzo Baldini |  |

| 27 de febrero de 2022 | República Checa                                     | 83–80                                 | Bulgaria                                           | Pardubice                                                                  |  |
| 19:00 (UTC+1)         | Parciales: 25-25, 16-15, 15-18, 27-22               | Parciales: 25-25, 16-15, 15-18, 27-22 | Parciales: 25-25, 16-15, 15-18, 27-22              |                                                                            |  |
|                       | Estadísticas V. Hruban 29 M. Peterka 10 V. Hruban 5 | Reporte Pts Reb Asts                  | Estadísticas 17 A. Yanev 9 E. Stoilov 4 S. Marinov | Pabellón: Enteria Arena Árbitros: Boris Krejić Zdravko Rutešić Siniša Prpa |  |

| 27 de febrero de 2022 | Lituania                                               | 77–56                                 | Bosnia y Herzegovina                                | Vilna                                                                                          |  |
| 19:30 (UTC+2)         | Parciales: 20-12, 14-20, 21-12, 22-12                  | Parciales: 20-12, 14-20, 21-12, 22-12 | Parciales: 20-12, 14-20, 21-12, 22-12               |                                                                                                |  |
|                       | Estadísticas T. Dimša 19 G. Radzevičius 8 L. Birutis 3 | Reporte Pts Reb Asts                  | Estadísticas 12 E. Atić 9 E. Sulejmanović 4 E. Atić | Pabellón: Avia Solutions Group Arena Árbitros: Saverio Lanzarini Luis Castillo Carsten Straube |  |

Tercera ventana
| 1 de julio de 2022 | Bulgaria                                                | 70–72                                | Lituania                                                                  | Samokov                                                                     |  |
| 19:00 (UTC+3)      | Parciales: 22-16, 8-18, 25-17, 15-21                    | Parciales: 22-16, 8-18, 25-17, 15-21 | Parciales: 22-16, 8-18, 25-17, 15-21                                      |                                                                             |  |
|                    | Estadísticas A. Vezenkov 29 A. Vezenkov 11 S. Marinov 5 | Reporte Pts Reb Asts                 | Estadísticas 13 I. Brazdeikis 6 I. Brazdeikis, M. Grigonis 5 V. Čižauskas | Pabellón: Arena Samokov Árbitros: Marius Ciulin Mehmet Sahin Marek Kúkelčík |  |

| 1 de julio de 2022 | República Checa                                         | 93–81                                 | Bosnia y Herzegovina                                                        | Pardubice                                                                           |  |
| 20:00 (UTC+2)      | Parciales: 24-17, 27-19, 19-22, 23-23                   | Parciales: 24-17, 27-19, 19-22, 23-23 | Parciales: 24-17, 27-19, 19-22, 23-23                                       |                                                                                     |  |
|                    | Estadísticas O. Balvín 19 O. Balvín 11 T. Satoranský 10 | Reporte Pts Reb Asts                  | Estadísticas 16 J. Roberson, D. Musa 10 M. Halilović 5 J. Roberson, E. Atić | Pabellón: Enteria Arena Árbitros: Mārtiņš Kozlovskis Andris Aunkrogers Tanel Suslov |  |

| 4 de julio de 2022 | Lituania                                                 | 72–83                                 | República Checa                                        | Klaipėda                                                                         |  |
| 19:30 (UTC+3)      | Parciales: 13-23, 19-22, 20-16, 20-22                    | Parciales: 13-23, 19-22, 20-16, 20-22 | Parciales: 13-23, 19-22, 20-16, 20-22                  |                                                                                  |  |
|                    | Estadísticas I. Brazdeikis 16 L. Birutis 6 M. Grigonis 9 | Reporte Pts Reb Asts                  | Estadísticas 21 T. Satoranský 7 O. Balvín 5 T. Kyzlink | Pabellón: Švyturio Arena Árbitros: Lorenzo Baldini Goran Šljivić Ilias Kounelles |  |

| 4 de julio de 2022 | Bosnia y Herzegovina                                  | 76–73                                 | Bulgaria                                           | Sarajevo                                                                                    |  |
| 20:00 (UTC+2)      | Parciales: 19-18, 21-18, 18-26, 18-11                 | Parciales: 19-18, 21-18, 18-26, 18-11 | Parciales: 19-18, 21-18, 18-26, 18-11              |                                                                                             |  |
|                    | Estadísticas M. Halilović 16 M. Halilović 8 D. Musa 6 | Reporte Pts Reb Asts                  | Estadísticas 24 D. Bost 8 Y. Minchev 6 A. Georgiev | Pabellón: Mirza Delibašić Hall Árbitros: Georgios Poursanidis Dariusz Zapolski Zafer Yılmaz |  |

#### Grupo G
| Pos. | Equipo              | PJ | G | P | PF  | PC  | DP   | Pts | Clasificación           |
| ---- | ------------------- | -- | - | - | --- | --- | ---- | --- | ----------------------- |
| 1    | España              | 6  | 5 | 1 | 504 | 402 | +102 | 11  | Segunda ronda (Grupo L) |
| 2    | Georgia             | 6  | 4 | 2 | 467 | 462 | +5   | 10  | Segunda ronda (Grupo L) |
| 3    | Ucrania             | 6  | 3 | 3 | 463 | 448 | +15  | 9   | Segunda ronda (Grupo L) |
| 4    | Macedonia del Norte | 6  | 0 | 6 | 373 | 495 | −122 | 6   |                         |

 Fuente: FIBA
Primera ventana
| 26 de noviembre de 2021 | Georgia                                                   | 88–83                                 | Ucrania                                              | Tiflis                                                                                          |  |
| 19:00 (UTC+4)           | Parciales: 28-24, 17-22, 19-20, 24-17                     | Parciales: 28-24, 17-22, 19-20, 24-17 | Parciales: 28-24, 17-22, 19-20, 24-17                |                                                                                                 |  |
|                         | Estadísticas T. McFadden 27 T. Shengelia 13 T. McFadden 9 | Reporte Pts Reb Asts                  | Estadísticas 18 B. Bliznyuk 12 V. Petrov 6 J. Randle | Pabellón: Palacio de Deportes de Tiflis Árbitros: Martin Vulić Dariusz Zapolski Mihkel Männiste |  |

| 26 de noviembre de 2021 | Macedonia del Norte                                    | 65–94                                 | España                                                            | Skopie                                                                                    |  |
| 19:30 (UTC+1)           | Parciales: 14-21, 16-20, 17-29, 18-24                  | Parciales: 14-21, 16-20, 17-29, 18-24 | Parciales: 14-21, 16-20, 17-29, 18-24                             |                                                                                           |  |
|                         | Estadísticas T. Simic 18 Tres jugadores 5 K. Nikolov 6 | Reporte Pts Reb Asts                  | Estadísticas 15 X. López-Arostegui, Y. Sima 7 Y. Sima 4 F. Guerra | Pabellón: Jane Sandanski Arena Árbitros: Tomas Jasevičius Alexandre Deman Sergei Beliakov |  |

| 29 de noviembre de 2021 | Ucrania                                                               | 78–61                                 | Macedonia del Norte                                  | Kiev                                                                                               |  |
| 19:00 (UTC+2)           | Parciales: 14-17, 16-17, 19-13, 29-14                                 | Parciales: 14-17, 16-17, 19-13, 29-14 | Parciales: 14-17, 16-17, 19-13, 29-14                | |  |
|                         | Estadísticas A. Pustovyi 18 D. Lukashov, V. Petrov 7 Tres jugadores 4 | Reporte Pts Reb Asts                  | Estadísticas 14 B. Krstevski 9 J. Wiley 6 K. Nikolov | Pabellón: Palacio de los Deportes de Kiev Árbitros: Kerem Baki Gintaras Vitkauskas Gvidas Gedvilas |  |

| 29 de noviembre de 2021 | España                                                  | 89–61                                 | Georgia                                                     | Jaén                                                                                      |  |
| 20:30 (UTC+1)           | Parciales: 23-15, 24-16, 17-10, 25-20                   | Parciales: 23-15, 24-16, 17-10, 25-20 | Parciales: 23-15, 24-16, 17-10, 25-20                       |                                                                                           |  |
|                         | Estadísticas X. López-Arostegui 14 Y. Sima 8 Q. Colom 6 | Reporte Pts Reb Asts                  | Estadísticas 21 G. Shermadini 9 G. Shermadini 5 T. McFadden | Pabellón: Palacio de Deportes Olivo Arena Árbitros: Boris Krejić Paulo Marques Can Mavisu |  |

Segunda ventana
| 24 de febrero de 2022 | Georgia                                                    | 91–70                                 | Macedonia del Norte                                           | Tiflis                                                                                             |  |
| 19:00 (UTC+4)         | Parciales: 24-18, 22-13, 22-16, 23-23                      | Parciales: 24-18, 22-13, 22-16, 23-23 | Parciales: 24-18, 22-13, 22-16, 23-23                         | |  |
|                       | Estadísticas T. McFadden 26 G. Shermadini 15 G. Bakradze 7 | Reporte Pts Reb Asts                  | Estadísticas 15 V. Stojanovski 11 B. Krstevski 4 B. Krstevski | Pabellón: Palacio de Deportes de Tiflis Árbitros: Mārtiņš Kozlovskis Ilias Kounelles Goran Šljivić |  |

| 24 de febrero de 2022 | España                                                   | 88–74                                 | Ucrania                                             | Córdoba |  |
| 20:45 (UTC+1)         | Parciales: 22-17, 23-12, 28-17, 15-28                    | Parciales: 22-17, 23-12, 28-17, 15-28 | Parciales: 22-17, 23-12, 28-17, 15-28               | |  |
|                       | Estadísticas X. López-Arostegui 15 J. Parra 6 Q. Colom 5 | Reporte Pts Reb Asts                  | Estadísticas 21 J. Randle 7 A. Pustovyi 5 J. Randle | Pabellón: Palacio Municipal de Deportes Vista Alegre Árbitros: Nicolas Maestre Erez Gurion Zdravko Rutešić |  |

| 27 de febrero de 2022 | Macedonia del Norte                                   | 65–79                                 | Georgia                                                                    | Skopie                                                                                         |  |
| 20:00 (UTC+1)         | Parciales: 21-18, 14-25, 17-15, 13-21                 | Parciales: 21-18, 14-25, 17-15, 13-21 | Parciales: 21-18, 14-25, 17-15, 13-21                                      |                                                                                                |  |
|                       | Estadísticas N. Dimitrijević 25 J. Wiley 9 J. Wiley 4 | Reporte Pts Reb Asts                  | Estadísticas 24 T. McFadden 8 K. Jintcharadze, G. Shermadini 5 T. McFadden | Pabellón: Centro Deportivo Boris Trajkovski Árbitros: Martin Horozov Gatis Saliņš Ivor Matějek |  |

Tercera ventana
| 1 de julio de 2022 | Ucrania                                          | 79–66                                 | Georgia                                                                  | Riga                                                                  |  |
| 19:00 (UTC+3)      | Parciales: 23-20, 24-14, 13-10, 19-22            | Parciales: 23-20, 24-14, 13-10, 19-22 | Parciales: 23-20, 24-14, 13-10, 19-22                                    |                                                                       |  |
|                    | Estadísticas V. Bobrov 17 V. Bobrov 8 I. Sanon 6 | Reporte Pts Reb Asts                  | Estadísticas 22 T. McFadden 11 G. Shermadini 2 B. Burjanadze, D. Sanadze | Pabellón: Arena Riga Árbitros: Zafer Yılmaz Petr Hruša Josip Jurčević |  |

| 1 de julio de 2022 | España                                             | 80–44                               | Macedonia del Norte                                        | Zaragoza                                                                                  |  |
| 19:30 (UTC+2)      | Parciales: 19-17, 26-6, 17-8, 18-13                | Parciales: 19-17, 26-6, 17-8, 18-13 | Parciales: 19-17, 26-6, 17-8, 18-13                        |                                                                                           |  |
|                    | Estadísticas S. Saiz 19 S. Saiz 9 Tres jugadores 3 | Reporte Pts Reb Asts                | Estadísticas 14 A. Jakimovski 6 A. Jakimovski 4 K. Nikolov | Pabellón: Pabellón Jose Luis Abós Árbitros: Oskars Lucis Dariusz Zapolski Alexandre Deman |  |

| 4 de julio de 2022 | Georgia                                                     | 82–76                                             | España                                                     | Tiflis                                                                                         |  |
| 19:00 (UTC+4)      | Parciales: 15-14, 22-17, 7-16, 23-20 (T.E.: 15-9)           | Parciales: 15-14, 22-17, 7-16, 23-20 (T.E.: 15-9) | Parciales: 15-14, 22-17, 7-16, 23-20 (T.E.: 15-9)          |                                                                                                |  |
|                    | Estadísticas G. Shermadini 18 T. Shengelia 10 T. McFadden 8 | Reporte Pts Reb Asts                              | Estadísticas 14 X. López-Arostegui 9 F. Guerra 7 F. Bassas | Pabellón: Palacio Olímpico de Tiflis Árbitros: Aleksandar Glišić Radomir Vojinović Siniša Prpa |  |

| 4 de julio de 2022 | Macedonia del Norte                                              | 68–73                                 | Ucrania                                                                   | Skopie                                                                                                |  |
| 18:00 (UTC+2)      | Parciales: 21-35, 16-12, 16-10, 15-16                            | Parciales: 21-35, 16-12, 16-10, 15-16 | Parciales: 21-35, 16-12, 16-10, 15-16                                     | |  |
|                    | Estadísticas A. Jakimovski 17 A. Jakimovski 9 Cuatro jugadores 3 | Reporte Pts Reb Asts                  | Estadísticas 24 S. Mykhailiuk 6 A. Kovalov, V. Kravtsov 2 Cinco jugadores | Pabellón: Centro Deportivo Boris Trajkovski Árbitros: Luis Castillo Mārtiņš Kozlovskis Marek Kúkelčík |  |

| 7 de julio de 2022 | Ucrania                                                | 76–77                                 | España                                                         | Riga                                                                                  |  |
| 19:00 (UTC+3)      | Parciales: 19-20, 20-18, 21-17, 16-22                  | Parciales: 19-20, 20-18, 21-17, 16-22 | Parciales: 19-20, 20-18, 21-17, 16-22                          |                                                                                       |  |
|                    | Estadísticas S. Mykhailiuk 15 A. Pustovyi 9 I. Sanon 7 | Reporte Pts Reb Asts                  | Estadísticas 14 J. Fernández 5 J. Pradilla, S. Saiz 4 Q. Colom | Pabellón: Arena Riga Árbitros: Ademir Zurapović Andris Aunkrogers Gintaras Vitkauskas |  |

#### Grupo H
| Pos. | Equipo       | PJ | G | P | PF  | PC  | DP  | Pts | Clasificación           |
| ---- | ------------ | -- | - | - | --- | --- | --- | --- | ----------------------- |
| 1    | Italia       | 4  | 3 | 1 | 367 | 348 | +19 | 7   | Segunda ronda (Grupo L) |
| 2    | Islandia     | 4  | 3 | 1 | 340 | 343 | −3  | 7   | Segunda ronda (Grupo L) |
| 3    | Países Bajos | 4  | 0 | 4 | 297 | 313 | −16 | 4   | Segunda ronda (Grupo L) |
| 4    | Rusia        | 0  | 0 | 0 | 0   | 0   | 0   | 0   | Expulsada               |

 Fuente: FIBA
Notas:
1. 1 2  Italia 200-194 Islandia
2. ↑  Rusia fue expulsada del clasificatorio después de vencer a Italia 92-78, a Islandia 89-65 y a Países Bajos 80-69. Estos resultados quedaron anulados y sus futuros partidos cancelados.[9]

Primera ventana
| 26 de noviembre de 2021 | Rusia | Anulado | Italia |  |  |
|                         |       |         |        |  |  |
|                         |       |         |        |  |  |

| 26 de noviembre de 2021 | Países Bajos                                               | 77–79                                 | Islandia                                                      | Almere                                                                            |  |
| 19:30 (UTC+1)           | Parciales: 19-23, 22-21, 17-18, 19-17                      | Parciales: 19-23, 22-21, 17-18, 19-17 | Parciales: 19-23, 22-21, 17-18, 19-17                         |                                                                                   |  |
|                         | Estadísticas Y. Franke 17 W. de Jong 7 K. van der Vuurst 7 | Reporte Pts Reb Asts                  | Estadísticas 27 M. Hermannsson 8 T. Hlinason 6 A. Steinarsson | Pabellón: Topsportcentrum Árbitros: Sergii Zashchuk Zafer Yılmaz Zdenko Tomašovič |  |

| 29 de noviembre de 2021 | Rusia | Anulado | Islandia |  |  |
|                         |       |         |          |  |  |
|                         |       |         |          |  |  |

| 29 de noviembre de 2021 | Italia                                         | 75–73                                 | Países Bajos                                                | Milán                                                                          |  |
| 20:30 (UTC+1)           | Parciales: 22-18, 25-21, 13-11, 15-23          | Parciales: 22-18, 25-21, 13-11, 15-23 | Parciales: 22-18, 25-21, 13-11, 15-23                       |                                                                                |  |
|                         | Estadísticas N. Akele 18 N. Akele 6 S. Tonut 6 | Reporte Pts Reb Asts                  | Estadísticas 19 S. Hammink 6 W. de Jong 8 K. van der Vuurst | Pabellón: Mediolanum Forum Árbitros: Tomas Jasevičius Martin Vulić Erez Gurion |  |

Segunda ventana
| 24 de febrero de 2022 | Islandia                                                                    | 107–105                                                  | Italia                                                   | Hafnarfjörður                                                                         |  |
| 20:00 (UTC+0)         | Parciales: 21-18, 23-15, 21-26, 20-26 (T.E.: 9-9, 13-11)                    | Parciales: 21-18, 23-15, 21-26, 20-26 (T.E.: 9-9, 13-11) | Parciales: 21-18, 23-15, 21-26, 20-26 (T.E.: 9-9, 13-11) |                                                                                       |  |
|                       | Estadísticas T. Hlinason 34 T. Hlinason 21 E. Friðriksson, M. Hermannsson 7 | Reporte Pts Reb Asts                                     | Estadísticas 23 N. Mannion 9 M. Vitali 7 N. Mannion      | Pabellón: Ithrottamidstod Asvellir Árbitros: Luis Castillo Blaž Zupančič Ivor Matějek |  |

| 24 de febrero de 2022 | Rusia | Anulado | Países Bajos |  |  |
|                       |       |         |              |  |  |
|                       |       |         |              |  |  |

| 27 de febrero de 2022 | Países Bajos | Cancelado | Rusia |  |  |
|                       |              |           |       |  |  |
|                       |              |           |       |  |  |

| 27 de febrero de 2022 | Italia                                                                  | 95–87                                 | Islandia                                                          | Bolonia                                                                     |  |
| 20:30 (UTC+1)         | Parciales: 27-28, 26-17, 21-17, 21-25                                   | Parciales: 27-28, 26-17, 21-17, 21-25 | Parciales: 27-28, 26-17, 21-17, 21-25                             |                                                                             |  |
|                       | Estadísticas A. Della Valle 26 P. Biligha 5 A. Della Valle, A. Pajola 5 | Reporte Pts Reb Asts                  | Estadísticas 30 E. Friðriksson 9 P. Ermolinskij 10 P. Ermolinskij | Pabellón: PalaDozza Árbitros: Nicolas Maestre Fernando Calatrava Can Mavisu |  |

Tercera ventana
| 1 de julio de 2022 | Islandia                                                                    | 67–66                                | Países Bajos                                                 | Hafnarfjörður                                                                        |  |
| 20:00 (UTC+0)      | Parciales: 16-20, 5-15, 26-16, 20-15                                        | Parciales: 16-20, 5-15, 26-16, 20-15 | Parciales: 16-20, 5-15, 26-16, 20-15                         |                                                                                      |  |
|                    | Estadísticas E. Friðriksson, T. Hlinason 20 T. Hlinason 11 J. Guðmundsson 5 | Reporte Pts Reb Asts                 | Estadísticas 15 W. de Jong 11 W. de Jong 4 K. van der Vuurst | Pabellón: Ithrottamidstod Asvellir Árbitros: Yener Yılmaz Geert Jacobs Goran Šljivić |  |

| 1 de julio de 2022 | Italia | Cancelado | Rusia |  |  |
|                    |        |           |       |  |  |
|                    |        |           |       |  |  |

| 4 de julio de 2022 | Países Bajos                                       | 81–92                                 | Italia                                                 | Almere                                                                             |  |
| 19:30 (UTC+2)      | Parciales: 17-22, 26-32, 21-18, 17-20              | Parciales: 17-22, 26-32, 21-18, 17-20 | Parciales: 17-22, 26-32, 21-18, 17-20                  |                                                                                    |  |
|                    | Estadísticas Y. Franke 30 Y. Franke 5 W. de Jong 8 | Reporte Pts Reb Asts                  | Estadísticas 22 S. Fontecchio 6 P. Biligha 5 M. Spissu | Pabellón: Topsportcentrum Árbitros: Boris Krejić Alexandre Deman Vladimir Jevtović |  |

| 4 de julio de 2022 | Islandia | Cancelado | Rusia |  |  |
|                    |          |           |       |  |  |
|                    |          |           |       |  |  |

### Segunda ronda
En la segunda ronda, los 24 equipos clasificados se dividieron en cuatro grupos de seis. Todos los resultados de la primera fase de clasificación se transfirieron a la segunda. Los tres mejores equipos de cada grupo se clasificarán para la Copa Mundial de Baloncesto FIBA. Debido a la expulsión de Rusia y Bielorrusia de la competencia, y para permitir que la clasificación sea uniforme, los resultados de los partidos de los equipos que terminaron últimos en los grupos A y G no se transfirieron a la segunda ronda.

#### Grupo I
| Pos. | Equipo       | PJ | G | P | PF  | PC  | DP   | Pts | Clasificación                                          |
| ---- | ------------ | -- | - | - | --- | --- | ---- | --- | ------------------------------------------------------ |
| 1    | Letonia      | 10 | 9 | 1 | 807 | 707 | +100 | 19  | Clasificado para la Copa Mundial de Baloncesto de 2023 |
| 2    | Serbia       | 10 | 6 | 4 | 826 | 803 | +23  | 16  | Clasificado para la Copa Mundial de Baloncesto de 2023 |
| 3    | Grecia       | 10 | 6 | 4 | 775 | 764 | +11  | 16  | Clasificado para la Copa Mundial de Baloncesto de 2023 |
| 4    | Turquía      | 10 | 4 | 6 | 782 | 742 | +40  | 14  |                                                        |
| 5    | Bélgica      | 10 | 4 | 6 | 679 | 717 | −38  | 14  |                                                        |
| 6    | Gran Bretaña | 10 | 1 | 9 | 697 | 832 | −135 | 11  |                                                        |

 Fuente: FIBA
Notas:
1. 1 2  Serbia 192-191 Grecia
2. 1 2  Turquía 168-106 Bélgica

Primera ventana
| 25 de agosto de 2022 | Letonia                                                      | 111–85                                | Turquía                                                          | Riga                                                                          |  |
| 19:30 (UTC+3)        | Parciales: 31-20, 25-27, 31-16, 24-22                        | Parciales: 31-20, 25-27, 31-16, 24-22 | Parciales: 31-20, 25-27, 31-16, 24-22                            |                                                                               |  |
|                      | Estadísticas K. Porziņģis 22 K. Porziņģis 14 J. Strēlnieks 8 | Reporte Pts Reb Asts                  | Estadísticas 15 S. Larkin, C. Osman 5 S. Kabaca 3 Tres jugadores | Pabellón: Arena Riga Árbitros: Ademir Zurapović Sergii Zashchuk Marius Ciulin |  |

| 25 de agosto de 2022 | Serbia                                             | 100–94                                             | Grecia                                                            | Belgrado                                                                     |  |
| 20:00 (UTC+2)        | Parciales: 31-25, 20-19, 19-19, 17-24 (T.E.: 13-7) | Parciales: 31-25, 20-19, 19-19, 17-24 (T.E.: 13-7) | Parciales: 31-25, 20-19, 19-19, 17-24 (T.E.: 13-7)                |                                                                              |  |
|                      | Estadísticas N. Jokić 29 N. Jokić 8 N. Kalinić 7   | Reporte Pts Reb Asts                               | Estadísticas 40 G. Antetokounmpo 8 G. Antetokounmpo 8 N. Calathes | Pabellón: Štark Arena Árbitros: Manuel Mazzoni Wojciech Liszka Luis Castillo |  |

| 25 de agosto de 2022 | Bélgica                                         | 72–57                                 | Gran Bretaña                                                              | Mons                                                                              |  |
| 20:30 (UTC+2)        | Parciales: 20-12, 13-15, 22-16, 17-14           | Parciales: 20-12, 13-15, 22-16, 17-14 | Parciales: 20-12, 13-15, 22-16, 17-14                                     |                                                                                   |  |
|                      | Estadísticas I. Bako 17 I. Bako 7 R. Obasohan 4 | Reporte Pts Reb Asts                  | Estadísticas 17 M. Hesson 6 O. Soko, T. Okereafor 2 O. Soko, T. Okereafor | Pabellón: Mons.Arena Árbitros: Nicolas Maestre Fernando Calatrava Alexandre Deman |  |

| 28 de agosto de 2022 | Gran Bretaña                                                 | 80–87                                 | Letonia                                                      | Newcastle upon Tyne                                                                   |  |
| 18:00 (UTC+1)        | Parciales: 16-24, 22-14, 22-26, 20-23                        | Parciales: 16-24, 22-14, 22-26, 20-23 | Parciales: 16-24, 22-14, 22-26, 20-23                        |                                                                                       |  |
|                      | Estadísticas M. Hesson 15 M. Hesson 8 M. Hesson, L. Nelson 8 | Reporte Pts Reb Asts                  | Estadísticas 29 K. Porziņģis 14 K. Porziņģis 5 J. Strēlnieks | Pabellón: Vertu Motors Arena Árbitros: Saverio Lanzarini Lorenzo Baldini Martin Vulić |  |

| 28 de agosto de 2022 | Grecia                                                            | 85–68                                 | Bélgica                                            | Atenas                                                                                 |  |
| 20:00 (UTC+3)        | Parciales: 30-15, 19-18, 15-11, 21-24                             | Parciales: 30-15, 19-18, 15-11, 21-24 | Parciales: 30-15, 19-18, 15-11, 21-24              |                                                                                        |  |
|                      | Estadísticas G. Antetokounmpo 26 G. Antetokounmpo 7 N. Calathes 5 | Reporte Pts Reb Asts                  | Estadísticas 14 R. Obasohan 9 I. Bako 5 M. Lecomte | Pabellón: Olympic Indoor Hall Árbitros: Marius Ciulin Gvidas Gedvilas Beniamino Attard |  |

| 28 de agosto de 2022 | Turquía                                           | 72–79                                 | Serbia                                          | Estambul                                                                             |  |
| 20:00 (UTC+3)        | Parciales: 11-26, 17-21, 27-18, 17-14             | Parciales: 11-26, 17-21, 27-18, 17-14 | Parciales: 11-26, 17-21, 27-18, 17-14           |                                                                                      |  |
|                      | Estadísticas C. Osman 22 A. Şengün 13 S. Larkin 9 | Reporte Pts Reb Asts                  | Estadísticas 24 N. Jokić 10 N. Jokić 7 V. Micić | Pabellón: Sinan Erdem Spor Salonu Árbitros: Antonio Conde Martin Horozov Michał Proc |  |

Segunda ventana
| 11 de noviembre de 2022 | Grecia                                                             | 60–80                                 | Letonia                                                               | Heraclión                                                                                       |  |
| 19:00 (UTC+2)           | Parciales: 13-16, 15-20, 17-27, 15-17                              | Parciales: 13-16, 15-20, 17-27, 15-17 | Parciales: 13-16, 15-20, 17-27, 15-17                                 |                                                                                                 |  |
|                         | Estadísticas K. Gontikas, N. Gkikas 11 K. Gontikas 7 M. Lountzis 3 | Reporte Pts Reb Asts                  | Estadísticas 19 J. Strēlnieks 8 M. Mejeris, A. Gražulis 4 A. Gražulis | Pabellón: Heraklion Indoor Sports Arena Árbitros: Ademir Zurapović Nicolas Maestre Ivor Matějek |  |

| 11 de noviembre de 2022 | Turquía                                        | 86–52                                 | Bélgica                                                   | Estambul                                                                                 |  |
| 21:00 (UTC+3)           | Parciales: 23-13, 20-14, 17-13, 26-12          | Parciales: 23-13, 20-14, 17-13, 26-12 | Parciales: 23-13, 20-14, 17-13, 26-12                     |                                                                                          |  |
|                         | Estadísticas O. Bitim 19 O. Bitim 6 O. Bitim 5 | Reporte Pts Reb Asts                  | Estadísticas 17 I. Bako 5 J. Mwema, I. Bako 5 T. Akyazili | Pabellón: Sinan Erdem Spor Salonu Árbitros: Boris Krejić Lorenzo Baldini Sergii Zashchuk |  |

| 11 de noviembre de 2022 | Gran Bretaña                                                     | 68–74                                 | Serbia                                              | Newcastle upon Tyne                                                                       |  |
| 19:00 (UTC+0)           | Parciales: 20-21, 14-17, 17-19, 17-17                            | Parciales: 20-21, 14-17, 17-19, 17-17 | Parciales: 20-21, 14-17, 17-19, 17-17               |                                                                                           |  |
|                         | Estadísticas G. Olaseni 20 G. Olaseni, J. Williams 7 L. Nelson 9 | Reporte Pts Reb Asts                  | Estadísticas 15 D. Ristić 11 D. Ristić 5 O. Jaramaz | Pabellón: Vertu Motors Arena Árbitros: Marius Ciulin Fernando Calatrava Gintaras Mačiulis |  |

| 14 de noviembre de 2022 | Letonia                                                     | 79–63                                 | Gran Bretaña                                       | Riga                                                                                |  |
| 19:30 (UTC+2)           | Parciales: 22-17, 18-11, 18-12, 21-23                       | Parciales: 22-17, 18-11, 18-12, 21-23 | Parciales: 22-17, 18-11, 18-12, 21-23              |                                                                                     |  |
|                         | Estadísticas R. Lomažs 15 Tres jugadores 7 Tres jugadores 4 | Reporte Pts Reb Asts                  | Estadísticas 16 L. Nelson 8 C. Wheatle 8 L. Nelson | Pabellón: Arena Riga Árbitros: Radomir Vojinović Carsten Straube Ventsislav Velikov |  |

| 14 de noviembre de 2022 | Serbia                                                       | 77–76                                 | Turquía                                              | Belgrado                                                                                |  |
| 20:00 (UTC+1)           | Parciales: 24-21, 13-13, 17-20, 23-22                        | Parciales: 24-21, 13-13, 17-20, 23-22 | Parciales: 24-21, 13-13, 17-20, 23-22                |                                                                                         |  |
|                         | Estadísticas M. Gudurić 18 V. Lučić 7 S. Jović, O. Jaramaz 5 | Reporte Pts Reb Asts                  | Estadísticas 22 S. Wilbekin 5 O. Bitim 3 S. Wilbekin | Pabellón: Aleksandar Nikolić Hall Árbitros: Yohan Rosso Saverio Lanzarini Luis Castillo |  |

| 14 de noviembre de 2022 | Bélgica                                                           | 70–72                                 | Grecia                                                                        | Mons                                                                           |  |
| 20:30 (UTC+1)           | Parciales: 19-19, 15-12, 21-27, 15-14                             | Parciales: 19-19, 15-12, 21-27, 15-14 | Parciales: 19-19, 15-12, 21-27, 15-14                                         |                                                                                |  |
|                         | Estadísticas R. Obasohan 30 J. Mwema 10 M. Lecomte, R. Obasohan 4 | Reporte Pts Reb Asts                  | Estadísticas 20 G. Larentzakis 4 G. Larentzakis, L. Bochoridis 10 N. Calathes | Pabellón: Mons.Arena Árbitros: Martin Horozov Fernando Calatrava Marius Ciulin |  |

Tercera ventana
| 24 de febrero de 2023 | Turquía                                               | 74–83                                | Letonia                                             | Bursa                                                                                         |  |
| 20:00 (UTC+3)         | Parciales: 23-26, 23-23, 7-21, 21-13                  | Parciales: 23-26, 23-23, 7-21, 21-13 | Parciales: 23-26, 23-23, 7-21, 21-13                |                                                                                               |  |
|                       | Estadísticas O. Bitim 17 Y. Saybir 5 D. Özdemiroğlu 5 | Reporte Pts Reb Asts                 | Estadísticas 14 A. Zagars 7 K. Čavars 5 A. Gražulis | Pabellón: Tofaş Nilüfer Spor Salonu Árbitros: Marius Ciulin Fernando Calatrava Martin Horozov |  |

| 24 de febrero de 2023 | Grecia                                                       | 97–92                                              | Serbia                                                 | Atenas                                                                                    |  |
| 19:00 (UTC+2)         | Parciales: 8-15, 22-24, 25-23, 25-18 (T.E.: 17-12)           | Parciales: 8-15, 22-24, 25-23, 25-18 (T.E.: 17-12) | Parciales: 8-15, 22-24, 25-23, 25-18 (T.E.: 17-12)     |                                                                                           |  |
|                       | Estadísticas N. Rogkavopoulos 28 N. Chougkaz 5 D. Moraitis 5 | Reporte Pts Reb Asts                               | Estadísticas 24 N. Milutinov 9 N. Milutinov 8 S. Jović | Pabellón: Centro Olímpico Ano Liossia Árbitros: Antonio Conde Luis Castillo Paulo Marques |  |

| 24 de febrero de 2023 | Gran Bretaña                                      | 59–88                                 | Bélgica                                                          | Newcastle upon Tyne                                                                    |  |
| 19:30 (UTC+0)         | Parciales: 16-19, 10-23, 13-20, 20-26             | Parciales: 16-19, 10-23, 13-20, 20-26 | Parciales: 16-19, 10-23, 13-20, 20-26                            |                                                                                        |  |
|                       | Estadísticas C. Wheatle 15 J. Sharma 5 Q. Ellis 4 | Reporte Pts Reb Asts                  | Estadísticas 15 J. Tabu 9 T. de Ridder 5 M. Samardzic, A. Libert | Pabellón: Vertu Motors Arena Árbitros: Ademir Zurapović Marek Kúkelčík Ilias Kounelles |  |

| 27 de febrero de 2023 | Letonia                                                               | 67–57                               | Grecia                                                    | Riga                                                                              |  |
| 19:30 (UTC+2)         | Parciales: 18-8, 15-24, 19-9, 15-16                                   | Parciales: 18-8, 15-24, 19-9, 15-16 | Parciales: 18-8, 15-24, 19-9, 15-16                       |                                                                                   |  |
|                       | Estadísticas A. Strautiņš, T. Leimanis 11 A. Gražulis 6 T. Leimanis 8 | Reporte Pts Reb Asts                | Estadísticas 9 E. Chatzidakis 7 D. Moraitis 4 V. Mouratos | Pabellón: Arena Riga Árbitros: Ademir Zurapović Saverio Lanzarini Nicolas Maestre |  |

| 27 de febrero de 2023 | Serbia                                              | 101–83                                | Gran Bretaña                                       | Belgrado                                                                                       |  |
| 20:00 (UTC+1)         | Parciales: 28-20, 18-21, 28-19, 27-23               | Parciales: 28-20, 18-21, 28-19, 27-23 | Parciales: 28-20, 18-21, 28-19, 27-23              |                                                                                                |  |
|                       | Estadísticas A. Avramović 20 D. Ristić 6 S. Jović 7 | Reporte Pts Reb Asts                  | Estadísticas 22 Q. Ellis 6 A. Menzies 4 C. Wheatle | Pabellón: Aleksandar Nikolić Hall Árbitros: Manuel Mazzoni Fernando Calatrava Beniamino Attard |  |

| 27 de febrero de 2023 | Bélgica                                                    | 54–82                                | Turquía                                                          | Mons                                                                    |  |
| 20:30 (UTC+1)         | Parciales: 14-22, 17-23, 14-19, 9-18                       | Parciales: 14-22, 17-23, 14-19, 9-18 | Parciales: 14-22, 17-23, 14-19, 9-18                             |                                                                         |  |
|                       | Estadísticas M. Lecomte 14 T. de Ridder 8 Tres jugadores 2 | Reporte Pts Reb Asts                 | Estadísticas 19 D. Özdemiroğlu 9 D. Özdemiroğlu 3 Tres jugadores | Pabellón: Mons.Arena Árbitros: Yohan Rosso Lorenzo Baldini Boris Krejić |  |

#### Grupo J
| Pos. | Equipo    | PJ | G  | P | PF  | PC  | DP   | Pts | Clasificación                                          |
| ---- | --------- | -- | -- | - | --- | --- | ---- | --- | ------------------------------------------------------ |
| 1    | Alemania  | 12 | 10 | 2 | 960 | 854 | +106 | 22  | Clasificado para la Copa Mundial de Baloncesto de 2023 |
| 2    | Finlandia | 12 | 9  | 3 | 978 | 934 | +44  | 21  | Clasificado para la Copa Mundial de Baloncesto de 2023 |
| 3    | Eslovenia | 12 | 7  | 5 | 994 | 958 | +36  | 19  | Clasificado para la Copa Mundial de Baloncesto de 2023 |
| 4    | Suecia    | 12 | 5  | 7 | 919 | 939 | −20  | 17  |                                                        |
| 5    | Israel    | 12 | 4  | 8 | 944 | 948 | −4   | 16  |                                                        |
| 6    | Estonia   | 12 | 4  | 8 | 870 | 977 | −107 | 16  |                                                        |

 Fuente: FIBA
Notas:
1. 1 2  Israel 175-146 Estonia

Primera ventana
| 25 de agosto de 2022 | Finlandia                                                | 79–73                                 | Israel                                                     | Tampere                                                                          |  |
| 18:30 (UTC+3)        | Parciales: 22-19, 25-18, 11-19, 21-17                    | Parciales: 22-19, 25-18, 11-19, 21-17 | Parciales: 22-19, 25-18, 11-19, 21-17                      |                                                                                  |  |
|                      | Estadísticas L. Markkanen 28 L. Markkanen 9 E. Maxhuni 8 | Reporte Pts Reb Asts                  | Estadísticas 14 R. Sorkin 8 R. Sorkin 4 T. Blatt, G. Pnini | Pabellón: Nokia Arena Árbitros: Yohan Rosso Mārtiņš Kozlovskis Radomir Vojinović |  |

| 25 de agosto de 2022 | Suecia                                               | 50–67                              | Alemania                                                         | Estocolmo                                                                |  |
| 18:30 (UTC+2)        | Parciales: 9-25, 20-21, 13-8, 8-13                   | Parciales: 9-25, 20-21, 13-8, 8-13 | Parciales: 9-25, 20-21, 13-8, 8-13                               |                                                                          |  |
|                      | Estadísticas M. Pantzar 11 S. Birgander 10 B. Njie 3 | Reporte Pts Reb Asts               | Estadísticas 16 F. Wagner 12 J. Wohlfarth-Bottermann 5 F. Wagner | Pabellón: Hovet Árbitros: Georgios Poursanidis Kerem Baki Igor Mitrovski |  |

| 25 de agosto de 2022 | Eslovenia                                          | 104–83                                | Estonia                                         | Celje                                                                                    |  |
| 20:30 (UTC+2)        | Parciales: 27-23, 29-15, 21-25, 27-20              | Parciales: 27-23, 29-15, 21-25, 27-20 | Parciales: 27-23, 29-15, 21-25, 27-20           |                                                                                          |  |
|                      | Estadísticas L. Dončić 25 L. Dončić 11 L. Dončić 8 | Reporte Pts Reb Asts                  | Estadísticas 14 K. Kriisa 5 M. Tass 5 K. Kriisa | Pabellón: Zlatorog Sport Centre Árbitros: Zafer Yılmaz Andris Aunkrogers Ilias Kounelles |  |

| 28 de agosto de 2022 | Alemania                                                   | 90–71                                 | Eslovenia                                         | Múnich                                                                       |  |
| 15:00 (UTC+2)        | Parciales: 17-20, 16-11, 28-15, 29-25                      | Parciales: 17-20, 16-11, 28-15, 29-25 | Parciales: 17-20, 16-11, 28-15, 29-25             |                                                                              |  |
|                      | Estadísticas D. Schröder 17 J. Voigtmann 14 D. Schröder 10 | Reporte Pts Reb Asts                  | Estadísticas 23 L. Dončić 6 L. Dončić 5 L. Dončić | Pabellón: Audi Dome Árbitros: Yohan Rosso Nicolas Maestre Fernando Calatrava |  |

| 28 de agosto de 2022 | Estonia                                                        | 68–76                                 | Finlandia                                          | Tallin                                                                             |  |
| 18:00 (UTC+3)        | Parciales: 21-23, 15-24, 18-10, 14-19                          | Parciales: 21-23, 15-24, 18-10, 14-19 | Parciales: 21-23, 15-24, 18-10, 14-19              |                                                                                    |  |
|                      | Estadísticas M. Kotsar 14 M. Kotsar 9 K. Kriisa, K. Kullamae 4 | Reporte Pts Reb Asts                  | Estadísticas 20 S. Salin 12 A. Madsen 4 E. Maxhuni | Pabellón: Saku Suurhall Árbitros: Ademir Zurapović Viola Györgyi Gintaras Mačiulis |  |

| 28 de agosto de 2022 | Israel                                          | 83–95                                 | Suecia                                              | Tel Aviv                                                                              |  |
| 21:00 (UTC+3)        | Parciales: 23-24, 15-28, 22-18, 23-25           | Parciales: 23-24, 15-28, 22-18, 23-25 | Parciales: 23-24, 15-28, 22-18, 23-25               |                                                                                       |  |
|                      | Estadísticas Y. Madar 27 R. Sorkin 7 G. Mekel 4 | Reporte Pts Reb Asts                  | Estadísticas 20 T. Borg 7 S. Birgander 6 M. Pantzar | Pabellón: Shlomo Group Arena Árbitros: Aleksandar Glišić Sergii Zashchuk Gatis Saliņš |  |

Segunda ventana
| 11 de noviembre de 2022 | Israel                                                    | 62–75                                 | Eslovenia                                                    | Tel Aviv                                                                                  |  |
| 14:00 (UTC+2)           | Parciales: 18-15, 16-23, 17-18, 11-19                     | Parciales: 18-15, 16-23, 17-18, 11-19 | Parciales: 18-15, 16-23, 17-18, 11-19                        |                                                                                           |  |
|                         | Estadísticas T. Ginat 12 T. Ginat 6 B. Timor, N. Misgav 3 | Reporte Pts Reb Asts                  | Estadísticas 16 E. Murić, M. Lapornik 8 J. Morgan 6 Z. Samar | Pabellón: Shlomo Group Arena Árbitros: Saverio Lanzarini Wojciech Liszka Beniamino Attard |  |

| 11 de noviembre de 2022 | Estonia                                                      | 82–87                                 | Suecia                                                    | Tallin                                                                                 |  |
| 19:05 (UTC+2)           | Parciales: 13-27, 24-12, 24-20, 21-28                        | Parciales: 13-27, 24-12, 24-20, 21-28 | Parciales: 13-27, 24-12, 24-20, 21-28                     |                                                                                        |  |
|                         | Estadísticas K. Kullamäe 24 Cuatro jugadores 7 K. Kullamäe 6 | Reporte Pts Reb Asts                  | Estadísticas 24 L. Håkanson 11 S. Birgander 6 L. Håkanson | Pabellón: Saku Suurhall Árbitros: Georgios Poursanidis Andris Aunkrogers Viola Györgyi |  |

| 11 de noviembre de 2022 | Alemania                                                             | 94–80                                 | Finlandia                                            | Bamberg                                                                             |  |
| 19:00 (UTC+1)           | Parciales: 22-19, 22-17, 25-16, 25-28                                | Parciales: 22-19, 22-17, 25-16, 25-28 | Parciales: 22-19, 22-17, 25-16, 25-28                |                                                                                     |  |
|                         | Estadísticas C. Sengfelder, D. Krämer 19 G. Schilling 9 J. Hollatz 9 | Reporte Pts Reb Asts                  | Estadísticas 20 A. Murphy 6 M. Jantunen 4 E. Maxhuni | Pabellón: Brose Arena Árbitros: Manuel Mazzoni Mārtiņš Kozlovskis Radomir Vojinović |  |

| 14 de noviembre de 2022 | Finlandia                                                         | 91–71                                 | Estonia                                                            | Espoo                                                                            |  |
| 18:30 (UTC+2)           | Parciales: 21-16, 18-25, 27-15, 25-15                             | Parciales: 21-16, 18-25, 27-15, 25-15 | Parciales: 21-16, 18-25, 27-15, 25-15                              |                                                                                  |  |
|                         | Estadísticas M. Jantunen 24 A. Madsen, M. Jantunen 8 E. Maxhuni 7 | Reporte Pts Reb Asts                  | Estadísticas 13 A. Konontsuk 5 A. Konontsuk, K. Kullamäe 4 M. Tass | Pabellón: Espoo Metro Areena Árbitros: Michał Proc Péter Praksch Alexandre Deman |  |

| 14 de noviembre de 2022 | Eslovenia                                          | 81–75                                 | Alemania                                             | Koper                                                                      |  |
| 18:00 (UTC+1)           | Parciales: 16-24, 25-10, 20-14, 20-27              | Parciales: 16-24, 25-10, 20-14, 20-27 | Parciales: 16-24, 25-10, 20-14, 20-27                |                                                                            |  |
|                         | Estadísticas J. Morgan 22 J. Morgan 13 Z. Samar 12 | Reporte Pts Reb Asts                  | Estadísticas 21 D. Krämer 8 G. Schilling 7 B. Doreth | Pabellón: Arena Bonifika Árbitros: Antonio Conde Yener Yılmaz Gatis Saliņš |  |

| 14 de noviembre de 2022 | Suecia                                                     | 71–68                                | Israel                                                    | Norrköping                                                            |  |
| 19:35 (UTC+1)           | Parciales: 17-16, 20-24, 16-8, 18-20                       | Parciales: 17-16, 20-24, 16-8, 18-20 | Parciales: 17-16, 20-24, 16-8, 18-20                      |                                                                       |  |
|                         | Estadísticas L. Håkanson 29 S. Birgander 11 S. Birgander 4 | Reporte Pts Reb Asts                 | Estadísticas 17 R. Menco 8 B. Timor 3 T. Ginat, N. Misgav | Pabellón: Stadium Arena Árbitros: Kerem Baki Ivor Matějek Siniša Prpa |  |

Tercera ventana
| 24 de febrero de 2023 | Israel                                                            | 95–97                                               | Finlandia                                                     | Tel Aviv                                                                                          |  |
| 14:30 (UTC+2)         | Parciales: 28-13, 18-22, 24-25, 13-23 (T.E.: 12-14)               | Parciales: 28-13, 18-22, 24-25, 13-23 (T.E.: 12-14) | Parciales: 28-13, 18-22, 24-25, 13-23 (T.E.: 12-14)           |                                                                                                   |  |
|                       | Estadísticas B. Timor 27 I. Zalmanson 11 B. Timor, I. Zalmanson 6 | Reporte Pts Reb Asts                                | Estadísticas 18 S. Salin 7 M. Jantunen, S. Salin 6 E. Maxhuni | Pabellón: Shlomo Group Arena Árbitros: Georgios Poursanidis Vladimir Jevtović Anastasios Kardaris |  |

| 24 de febrero de 2023 | Estonia                                                                   | 79–78                                 | Eslovenia                                        | Tallin                                                                      |  |
| 17:00 (UTC+2)         | Parciales: 24-16, 13-24, 18-19, 24-19                                     | Parciales: 24-16, 13-24, 18-19, 24-19 | Parciales: 24-16, 13-24, 18-19, 24-19            |                                                                             |  |
|                       | Estadísticas H. Toom 15 K. Treier, J. Riismaa 6 K. Treier, M. Rosenthal 4 | Reporte Pts Reb Asts                  | Estadísticas 18 G. Glas 7 B. Mahkovic 9 Z. Samar | Pabellón: Saku Suurhall Árbitros: Yohan Rosso Dariusz Zapolski Geert Jacobs |  |

| 24 de febrero de 2023 | Alemania                                               | 73–66                                 | Suecia                                                          | Fráncfort del Meno                                                                 |  |
| 19:30 (UTC+1)         | Parciales: 21-19, 19-12, 17-14, 16-21                  | Parciales: 21-19, 19-12, 17-14, 16-21 | Parciales: 21-19, 19-12, 17-14, 16-21                           |                                                                                    |  |
|                       | Estadísticas D. Krämer 13 J. Richter 13 J. Voigtmann 6 | Reporte Pts Reb Asts                  | Estadísticas 13 N. Spires 7 M. Pantzar, Z. Bangala 6 M. Pantzar | Pabellón: Fraport Arena Árbitros: Nicolas Maestre Gvidas Gedvilas Beniamino Attard |  |

| 27 de febrero de 2023 | Finlandia                                              | 81–87                                 | Alemania                                                  | Espoo                                                                                     |  |
| 18:30 (UTC+2)         | Parciales: 22-17, 21-29, 19-23, 19-18                  | Parciales: 22-17, 21-29, 19-23, 19-18 | Parciales: 22-17, 21-29, 19-23, 19-18                     |                                                                                           |  |
|                       | Estadísticas M. Jantunen 20 M. Jantunen 6 E. Maxhuni 6 | Reporte Pts Reb Asts                  | Estadísticas 23 J. Voigtmann 9 J. Voigtmann 14 J. Hollatz | Pabellón: Espoo Metro Areena Árbitros: Mārtiņš Kozlovskis Aleksandar Glišić Viola Györgyi |  |

| 27 de febrero de 2023 | Eslovenia                                        | 79–87                                 | Israel                                                    | Koper                                                                                 |  |
| 18:00 (UTC+1)         | Parciales: 16-22, 22-20, 25-13, 16-32            | Parciales: 16-22, 22-20, 25-13, 16-32 | Parciales: 16-22, 22-20, 25-13, 16-32                     |                                                                                       |  |
|                       | Estadísticas G. Glas 26 J. Macura 6 A. Nikolić 6 | Reporte Pts Reb Asts                  | Estadísticas 20 N. Levi 7 T. Ginat, N. Yaacov 7 N. Yaacov | Pabellón: Arena Bonifika Árbitros: Sergii Zashchuk Zdenko Tomašovič Gintaras Mačiulis |  |

| 27 de febrero de 2023 | Suecia                                                             | 71–72                                 | Estonia                                            | Malmö                                                                          |  |
| 19:05 (UTC+1)         | Parciales: 16-17, 14-11, 14-15, 27-29                              | Parciales: 16-17, 14-11, 14-15, 27-29 | Parciales: 16-17, 14-11, 14-15, 27-29              |                                                                                |  |
|                       | Estadísticas M. Pantzar 23 D. Andersson, M. Pantzar 8 M. Pantzar 5 | Reporte Pts Reb Asts                  | Estadísticas 14 K. Kitsing 6 H. Toom 4 K. Kullamäe | Pabellón: Baltiska Hallen Árbitros: Özlem Yalman Marek Kúkelčík Josip Jurčević |  |

#### Grupo K
| Pos. | Equipo               | PJ | G  | P | PF  | PC  | DP   | Pts | Clasificación                                          |
| ---- | -------------------- | -- | -- | - | --- | --- | ---- | --- | ------------------------------------------------------ |
| 1    | Francia              | 12 | 10 | 2 | 973 | 742 | +231 | 22  | Clasificado para la Copa Mundial de Baloncesto de 2023 |
| 2    | Lituania             | 12 | 9  | 3 | 922 | 852 | +70  | 21  | Clasificado para la Copa Mundial de Baloncesto de 2023 |
| 3    | Montenegro           | 12 | 7  | 5 | 900 | 852 | +48  | 19  | Clasificado para la Copa Mundial de Baloncesto de 2023 |
| 4    | Hungría              | 12 | 6  | 6 | 871 | 954 | −83  | 18  |                                                        |
| 5    | Bosnia y Herzegovina | 12 | 6  | 6 | 927 | 987 | −60  | 18  |                                                        |
| 6    | República Checa      | 12 | 3  | 9 | 878 | 968 | −90  | 15  |                                                        |

 Fuente: FIBA
Notas:
1. 1 2  Hungría 165-160 Bosnia y Herzegovina.

Primera ventana
| 24 de agosto de 2022 | Hungría                                             | 78–88                                 | Lituania                                                                  | Szombathely                                                                            |  |
| 18:00 (UTC+2)        | Parciales: 21-20, 17-22, 27-27, 13-19               | Parciales: 21-20, 17-22, 27-27, 13-19 | Parciales: 21-20, 17-22, 27-27, 13-19                                     |                                                                                        |  |
|                      | Estadísticas A. Hanga 21 J. Eilingsfeld 5 Z. Perl 4 | Reporte Pts Reb Asts                  | Estadísticas 17 D. Sabonis, J. Valančiūnas 8 J. Valančiūnas 5 M. Grigonis | Pabellón: Arena Savaria Árbitros: Aleksandar Glišić Saverio Lanzarini Beniamino Attard |  |

| 24 de agosto de 2022 | Montenegro                                                           | 88–69                                 | Bosnia y Herzegovina                                  | Podgorica                                                                              |  |
| 19:00 (UTC+2)        | Parciales: 18-15, 23-11, 25-20, 22-23                                | Parciales: 18-15, 23-11, 25-20, 22-23 | Parciales: 18-15, 23-11, 25-20, 22-23                 |                                                                                        |  |
|                      | Estadísticas V. Mihailović 20 B. Dubljević 8 I. Drobnjak, K. Perry 4 | Reporte Pts Reb Asts                  | Estadísticas 20 J. Roberson 7 J. Nurkić 7 J. Roberson | Pabellón: Centro Deportivo Morača Árbitros: Antonio Conde Oskars Lucis Carsten Straube |  |

| 24 de agosto de 2022 | Francia                                                                              | 95–60                                | República Checa                                              | París                                                                  |  |
| 20:30 (UTC+2)        | Parciales: 18-27, 20-15, 28-8, 29-10                                                 | Parciales: 18-27, 20-15, 28-8, 29-10 | Parciales: 18-27, 20-15, 28-8, 29-10                         |                                                                        |  |
|                      | Estadísticas T. Luwawu-Cabarrot, G. Yabusele 16 V. Poirier, R. Gobert 7 T. Heurtel 9 | Reporte Pts Reb Asts                 | Estadísticas 14 V. Hruban 7 V. Hruban, O. Balvín 7 J. Veselý | Pabellón: Accor Arena Árbitros: Boris Krejić Gatis Saliņš Martin Vulić |  |

| 27 de agosto de 2022 | República Checa                                    | 79–82                                 | Hungría                                           | Chomutov                                                                          |  |
| 18:15 (UTC+2)        | Parciales: 23-23, 21-24, 21-15, 14-20              | Parciales: 23-23, 21-24, 21-15, 14-20 | Parciales: 23-23, 21-24, 21-15, 14-20             |                                                                                   |  |
|                      | Estadísticas V. Hruban 26 T. Kyzlink 7 O. Sehnal 8 | Reporte Pts Reb Asts                  | Estadísticas 20 A. Hanga 12 A. Hanga 6 D. Vojvoda | Pabellón: Rocknet Aréna Árbitros: Luis Castillo Josip Jurčević Ventsislav Velikov |  |

| 27 de agosto de 2022 | Lituania                                                       | 90–73                                 | Montenegro                                         | Kaunas                                                                         |  |
| 19:30 (UTC+3)        | Parciales: 22-21, 17-15, 32-15, 19-22                          | Parciales: 22-21, 17-15, 32-15, 19-22 | Parciales: 22-21, 17-15, 32-15, 19-22              |                                                                                |  |
|                      | Estadísticas M. Grigonis 16 J. Valančiūnas 14 R. Jokubaitis 10 | Reporte Pts Reb Asts                  | Estadísticas 21 K. Perry 5 M. Simonović 4 K. Perry | Pabellón: Žalgiris Arena Árbitros: Mārtiņš Kozlovskis Paulo Marques Kerem Baki |  |

| 27 de agosto de 2022 | Bosnia y Herzegovina                                   | 96–90                                                  | Francia                                                           | Sarajevo                                                                                |  |
| 20:00 (UTC+2)        | Parciales: 28-14, 10-32, 21-5, 17-25 (T.E.: 7-7, 13-7) | Parciales: 28-14, 10-32, 21-5, 17-25 (T.E.: 7-7, 13-7) | Parciales: 28-14, 10-32, 21-5, 17-25 (T.E.: 7-7, 13-7)            |                                                                                         |  |
|                      | Estadísticas J. Nurkić 21 J. Nurkić 9 D. Musa 5        | Reporte Pts Reb Asts                                   | Estadísticas 24 E. Fournier 14 R. Gobert 3 E. Fournier, T. Tarpey | Pabellón: Mirza Delibašić Hall Árbitros: Manuel Mazzoni Wojciech Liszka Ilias Kounelles |  |

Segunda ventana
| 11 de noviembre de 2022 | República Checa                                               | 56–65                                | Montenegro                                               | Pardubice                                                                        |  |
| 18:15 (UTC+1)           | Parciales: 15-15, 9-18, 14-21, 18-11                          | Parciales: 15-15, 9-18, 14-21, 18-11 | Parciales: 15-15, 9-18, 14-21, 18-11                     |                                                                                  |  |
|                         | Estadísticas V. Hruban 14 O. Balvín 11 O. Balvín, R. Balint 3 | Reporte Pts Reb Asts                 | Estadísticas 15 N. Radović 13 Z. Nikolić 4 V. Mihailović | Pabellón: Enteria Arena Árbitros: Antonio Conde Zdenko Tomašovič Mihkel Männiste |  |

| 11 de noviembre de 2022 | Lituania                                                           | 65–90                                 | Francia                                                           | Panevėžys                                                               |  |
| 19:30 (UTC+2)           | Parciales: 14-22, 19-21, 14-27, 18-20                              | Parciales: 14-22, 19-21, 14-27, 18-20 | Parciales: 14-22, 19-21, 14-27, 18-20                             |                                                                         |  |
|                         | Estadísticas E. Bendžius, M. Blaževič 14 M. Echodas 8 A. Velička 7 | Reporte Pts Reb Asts                  | Estadísticas 21 S. Francisco 9 V. Wembanyama 4 B. Sene, A. Albicy | Pabellón: Cido Arena Árbitros: Martin Horozov Gatis Saliņš Yener Yılmaz |  |

| 11 de noviembre de 2022 | Bosnia y Herzegovina                                  | 83–78                                 | Hungría                                                                | Sarajevo                                                                          |  |
| 20:00 (UTC+1)           | Parciales: 23-18, 29-20, 10-26, 21-14                 | Parciales: 23-18, 29-20, 10-26, 21-14 | Parciales: 23-18, 29-20, 10-26, 21-14                                  |                                                                                   |  |
|                         | Estadísticas K. Kamenjaš 20 K. Kamenjaš 14 A. Gegić 8 | Reporte Pts Reb Asts                  | Estadísticas 17 M. Filipovity 5 A. Keller, Z. Perl 3 S. Benke, Z. Perl | Pabellón: Mirza Delibašić Hall Árbitros: Michał Proc Oskars Lucis Carsten Straube |  |

| 14 de noviembre de 2022 | Hungría                                                    | 83–69                                 | República Checa                                   | Szombathely                                                                     |  |
| 18:00 (UTC+1)           | Parciales: 18-21, 18-12, 31-10, 16-26                      | Parciales: 18-21, 18-12, 31-10, 16-26 | Parciales: 18-21, 18-12, 31-10, 16-26             |                                                                                 |  |
|                         | Estadísticas M. Filipovity 15 M. Filipovity 5 A. Somogyi 7 | Reporte Pts Reb Asts                  | Estadísticas 21 T. Kyzlink 17 O. Balvín 5 M. Kříž | Pabellón: Arena Savaria Árbitros: Manuel Mazzoni Zafer Yılmaz Vladimir Jevtović |  |

| 14 de noviembre de 2022 | Montenegro                                                            | 56–65                                 | Lituania                                                                   | Podgorica                                                                                 |  |
| 19:00 (UTC+1)           | Parciales: 15-19, 15-18, 14-12, 12-16                                 | Parciales: 15-19, 15-18, 14-12, 12-16 | Parciales: 15-19, 15-18, 14-12, 12-16                                      |                                                                                           |  |
|                         | Estadísticas N. Ivanović, V. Mihailović 11 Z. Nikolić 7 N. Ivanović 3 | Reporte Pts Reb Asts                  | Estadísticas 13 V. Kariniauskas, M. Kuzminskas 7 M. Echodas 5 M. Normantas | Pabellón: Centro Deportivo Morača Árbitros: Wojciech Liszka Beniamino Attard Oskars Lucis |  |

| 14 de noviembre de 2022 | Francia                                                             | 92–56                                 | Bosnia y Herzegovina                               | Pau                                                                                                   |  |
| 20:30 (UTC+1)           | Parciales: 17-13, 23-14, 19-17, 33-12                               | Parciales: 17-13, 23-14, 19-17, 33-12 | Parciales: 17-13, 23-14, 19-17, 33-12              | |  |
|                         | Estadísticas V. Wembanyama 19 I. Kamagate 6 S. Francisco, B. Sene 4 | Reporte Pts Reb Asts                  | Estadísticas 20 K. Kamenjaš 8 A. Penava 5 A. Gegić | Pabellón: Palacio de Deportes de Pau Árbitros: Georgios Poursanidis Lorenzo Baldini Andris Aunkrogers |  |

Tercera ventana
| 23 de febrero de 2023 | Lituania                                                                     | 89–64                                 | Hungría                                                         | Klaipėda                                                                    |  |
| 19:30 (UTC+2)         | Parciales: 14-16, 26-15, 23-14, 26-19                                        | Parciales: 14-16, 26-15, 23-14, 26-19 | Parciales: 14-16, 26-15, 23-14, 26-19                           |                                                                             |  |
|                       | Estadísticas M. Kuzminskas 14 E. Bendžius, M. Kuzminskas 6 V. Kariniauskas 8 | Reporte Pts Reb Asts                  | Estadísticas 17 M. Hopkins 5 G. Golomán, M. Hopkins 6 B. Váradi | Pabellón: Švyturio Arena Árbitros: Boris Krejić Michał Proc Sergii Zashchuk |  |

| 23 de febrero de 2023 | República Checa                                     | 59–72                                | Francia                                                       | Pardubice                                                                      |  |
| 18:45 (UTC+1)         | Parciales: 27-11, 9-16, 11-22, 12-23                | Parciales: 27-11, 9-16, 11-22, 12-23 | Parciales: 27-11, 9-16, 11-22, 12-23                          |                                                                                |  |
|                       | Estadísticas T. Kyzlink 23 V. Hruban 7 T. Kyzlink 5 | Reporte Pts Reb Asts                 | Estadísticas 22 V. Wembanyama 17 V. Wembanyama 8 S. Francisco | Pabellón: Enteria Arena Árbitros: Saverio Lanzarini Oskars Lucis Franko Gracin |  |

| 23 de febrero de 2023 | Bosnia y Herzegovina                                     | 74–66                                 | Montenegro                                        | Tuzla                                                                          |  |
| 20:00 (UTC+1)         | Parciales: 18-19, 16-18, 20-11, 20-18                    | Parciales: 18-19, 16-18, 20-11, 20-18 | Parciales: 18-19, 16-18, 20-11, 20-18             |                                                                                |  |
|                       | Estadísticas J. Roberson 19 K. Kamenjaš 10 J. Roberson 6 | Reporte Pts Reb Asts                  | Estadísticas 19 K. Perry 11 N. Radović 5 K. Perry | Pabellón: SKPC Mejdan Árbitros: Manuel Mazzoni Mārtiņš Kozlovskis Gatis Saliņš |  |

| 26 de febrero de 2023 | Francia                                               | 70–63                                 | Lituania                                                     | Trélazé                                                                           |  |
| 18:00 (UTC+1)         | Parciales: 11-14, 24-13, 18-16, 17-20                 | Parciales: 11-14, 24-13, 18-16, 17-20 | Parciales: 11-14, 24-13, 18-16, 17-20                        |                                                                                   |  |
|                       | Estadísticas V. Wembanyama 15 D. Inglis 7 D. Inglis 6 | Reporte Pts Reb Asts                  | Estadísticas 17 M. Normantas 6 G. Maldūnas 6 V. Kariniauskas | Pabellón: Arena Loire Árbitros: Luis Castillo Carsten Straube Anastasios Kardaris |  |

| 26 de febrero de 2023 | Montenegro                                          | 88–70                                 | República Checa                                      | Podgorica                                                                               |  |
| 19:00 (UTC+1)         | Parciales: 32-14, 18-11, 20-21, 18-24               | Parciales: 32-14, 18-11, 20-21, 18-24 | Parciales: 32-14, 18-11, 20-21, 18-24                |                                                                                         |  |
|                       | Estadísticas N. Ivanović 17 N. Radović 9 K. Perry 7 | Reporte Pts Reb Asts                  | Estadísticas 17 O. Hanzlik 7 T. Kyzlink 8 T. Kyzlink | Pabellón: Centro Deportivo Morača Árbitros: Paulo Marques Marius Ciulin Ilias Kounelles |  |

| 26 de febrero de 2023 | Hungría                                                            | 87–77                                 | Bosnia y Herzegovina                                            | Szombathely                                                                  |  |
| 19:00 (UTC+1)         | Parciales: 19-23, 27-14, 17-23, 24-17                              | Parciales: 19-23, 27-14, 17-23, 24-17 | Parciales: 19-23, 27-14, 17-23, 24-17                           |                                                                              |  |
|                       | Estadísticas S. Benke 19 J. Eilingsfeld, A. Keller 8 A. Somogyi 11 | Reporte Pts Reb Asts                  | Estadísticas 22 J. Roberson 6 A. Vrabac, K. Kamenjaš 6 A. Gegić | Pabellón: Arena Savaria Árbitros: Antonio Conde Wojciech Liszka Yener Yılmaz |  |

#### Grupo L
| Pos. | Equipo       | PJ | G | P  | PF  | PC  | DP   | Pts | Clasificación                                          |
| ---- | ------------ | -- | - | -- | --- | --- | ---- | --- | ------------------------------------------------------ |
| 1    | España       | 10 | 8 | 2  | 823 | 703 | +120 | 18  | Clasificado para la Copa Mundial de Baloncesto de 2023 |
| 2    | Italia       | 10 | 8 | 2  | 881 | 836 | +45  | 18  | Clasificado para la Copa Mundial de Baloncesto de 2023 |
| 3    | Georgia      | 10 | 5 | 5  | 795 | 814 | −19  | 15  | Clasificado para la Copa Mundial de Baloncesto de 2023 |
| 4    | Islandia     | 10 | 5 | 5  | 786 | 842 | −56  | 15  |                                                        |
| 5    | Ucrania      | 10 | 4 | 6  | 811 | 797 | +14  | 14  |                                                        |
| 6    | Países Bajos | 10 | 0 | 10 | 712 | 816 | −104 | 10  |                                                        |

 Fuente: FIBA
Notas:
1. 1 2  España 156-156 Italia. España +120 DP; Italia +45 DP.
2. 1 2  Georgia 165-165 Islandia. Georgia −19 DP; Islandia −56 DP.

Primera ventana
| 24 de agosto de 2022 | Georgia                                                         | 77–66                                | Países Bajos                                           | Tiflis                                                                                     |  |
| 19:00 (UTC+4)        | Parciales: 18-18, 17-17, 21-9, 21-22                            | Parciales: 18-18, 17-17, 21-9, 21-22 | Parciales: 18-18, 17-17, 21-9, 21-22                   |                                                                                            |  |
|                      | Estadísticas T. Shengelia 20 S. Mamukelashvili 10 T. McFadden 5 | Reporte Pts Reb Asts                 | Estadísticas 22 W. de Jong 6 Tres jugadores 5 C. Kloof | Pabellón: Palacio Olímpico de Tiflis Árbitros: Michał Proc Viola Györgyi Gintaras Mačiulis |  |

| 24 de agosto de 2022 | Ucrania                                                             | 89–97                                 | Italia                                                           | Riga                                                                        |  |
| 18:30 (UTC+3)        | Parciales: 19-19, 26-15, 22-38, 22-25                               | Parciales: 19-19, 26-15, 22-38, 22-25 | Parciales: 19-19, 26-15, 22-38, 22-25                            |                                                                             |  |
|                      | Estadísticas S. Mykhailiuk 11 D. Lukashov, V. Gerun 7 D. Lukashov 6 | Reporte Pts Reb Asts                  | Estadísticas 20 S. Fontecchio 6 M. Spissu, N. Melli 9 N. Mannion | Pabellón: Arena Riga Árbitros: Martin Horozov Yener Yılmaz Dariusz Zapolski |  |

| 24 de agosto de 2022 | España                                              | 87–57                                 | Islandia                                                                       | Pamplona                                                                      |  |
| 21:00 (UTC+2)        | Parciales: 26-15, 25-13, 18-17, 18-12               | Parciales: 26-15, 25-13, 18-17, 18-12 | Parciales: 26-15, 25-13, 18-17, 18-12                                          |                                                                               |  |
|                      | Estadísticas W. Hernangómez 19 S. Saiz 9 L. Brown 9 | Reporte Pts Reb Asts                  | Estadísticas 14 E. Friðriksson 7 T. Hlinason 3 E. Friðriksson, H. Vilhjálmsson | Pabellón: Navarra Arena Árbitros: Paulo Marques Gvidas Gedvilas Péter Praksch |  |

| 27 de agosto de 2022 | Países Bajos                                                | 64–86                                | España                                                       | Almere                                                                        |  |
| 19:00 (UTC+2)        | Parciales: 24-17, 8-23, 18-28, 14-18                        | Parciales: 24-17, 8-23, 18-28, 14-18 | Parciales: 24-17, 8-23, 18-28, 14-18                         |                                                                               |  |
|                      | Estadísticas J. Kok 16 Tres jugadores 4 K. van der Vuurst 5 | Reporte Pts Reb Asts                 | Estadísticas 13 D. Brizuela 6 U. Garuba 6 X. López-Arostegui | Pabellón: Topsportcentrum Árbitros: Yener Yılmaz Erez Gurion Dariusz Zapolski |  |

| 27 de agosto de 2022 | Italia                                                        | 91–84                                 | Georgia                                                   | Brescia                                                                              |  |
| 20:30 (UTC+2)        | Parciales: 25-19, 18-19, 23-28, 25-18                         | Parciales: 25-19, 18-19, 23-28, 25-18 | Parciales: 25-19, 18-19, 23-28, 25-18                     |                                                                                      |  |
|                      | Estadísticas S. Fontecchio 21 S. Fontecchio 8 S. Fontecchio 6 | Reporte Pts Reb Asts                  | Estadísticas 19 G. Bitadze 13 G. Bitadze 11 G. Tsintsadze | Pabellón: PalaLeonessa Árbitros: Georgios Poursanidis Igor Mitrovski Carsten Straube |  |

| 27 de agosto de 2022 | Islandia                                                       | 91–88                                              | Ucrania                                                      | Hafnarfjörður                                                                        |  |
| 20:00 (UTC+0)        | Parciales: 14-19, 22-22, 27-14, 17-25 (T.E.: 11-8)             | Parciales: 14-19, 22-22, 27-14, 17-25 (T.E.: 11-8) | Parciales: 14-19, 22-22, 27-14, 17-25 (T.E.: 11-8)           |                                                                                      |  |
|                      | Estadísticas E. Friðriksson 27 T. Hlinason 7 H. Vilhjálmsson 5 | Reporte Pts Reb Asts                               | Estadísticas 19 S. Mykhailiuk 9 I. Tkachenko 6 S. Mykhailiuk | Pabellón: Ithrottamidstod Asvellir Árbitros: Boris Krejić Oskars Lucis Péter Praksch |  |

Segunda ventana
| 11 de noviembre de 2022 | Países Bajos                                                     | 77–96                                 | Ucrania                                                   | Almere                                                                         |  |
| 19:00 (UTC+1)           | Parciales: 21-28, 14-31, 21-19, 21-18                            | Parciales: 21-28, 14-31, 21-19, 21-18 | Parciales: 21-28, 14-31, 21-19, 21-18                     |                                                                                |  |
|                         | Estadísticas K. van der Vuurst 19 Y. Kraag 7 K. van der Vuurst 6 | Reporte Pts Reb Asts                  | Estadísticas 25 I. Sydorov 6 Tres jugadores 9 D. Lukashov | Pabellón: Topsportcentrum Árbitros: Zafer Yılmaz Blaž Zupančič Ilias Kounelles |  |

| 11 de noviembre de 2022 | Islandia                                                                | 85–88                                 | Georgia                                                                   | Reikiavik                                                                      |  |
| 19:35 (UTC+0)           | Parciales: 17-26, 21-19, 25-15, 22-28                                   | Parciales: 17-26, 21-19, 25-15, 22-28 | Parciales: 17-26, 21-19, 25-15, 22-28                                     |                                                                                |  |
|                         | Estadísticas E. Friðriksson 19 T. Hlinason 10 E. Friðriksson, K. Acox 6 | Reporte Pts Reb Asts                  | Estadísticas 27 T. Shengelia 11 G. Shermadini, T. Shengelia 5 T. McFadden | Pabellón: Laugardalshöll Árbitros: Aleksandar Glišić Martin Vulić Geert Jacobs |  |

| 11 de noviembre de 2022 | Italia                                                       | 84–88                                               | España                                              | Pésaro                                                                    |  |
| 21:00 (UTC+1)           | Parciales: 18-22, 15-14, 16-19, 21-15 (T.E.: 14-18)          | Parciales: 18-22, 15-14, 16-19, 21-15 (T.E.: 14-18) | Parciales: 18-22, 15-14, 16-19, 21-15 (T.E.: 14-18) |                                                                           |  |
|                         | Estadísticas N. Mannion 20 A. Pajola, G. Ricci 4 M. Vitali 5 | Reporte Pts Reb Asts                                | Estadísticas 28 J. Fernández 8 J. Parra 7 A. Díaz   | Pabellón: Vitrifrigo Arena Árbitros: Yohan Rosso Kerem Baki Péter Praksch |  |

| 14 de noviembre de 2022 | Ucrania                                                            | 79–72                                 | Islandia                                                   | Riga                                                                           |  |
| 16:00 (UTC+2)           | Parciales: 14-18, 21-15, 16-20, 28-19                              | Parciales: 14-18, 21-15, 16-20, 28-19 | Parciales: 14-18, 21-15, 16-20, 28-19                      |                                                                                |  |
|                         | Estadísticas O. Lypovyy 16 I. Tkachenko, V. Gerun 10 D. Lukashov 6 | Reporte Pts Reb Asts                  | Estadísticas 24 T. Hlinason 13 T. Hlinason 4 S. Þrastarson | Pabellón: Arena Riga Árbitros: Igor Mitrovski Mārtiņš Kozlovskis Viola Györgyi |  |

| 14 de noviembre de 2022 | Georgia                                                     | 84–85                                 | Italia                                                         | Tiflis                                                                                             |  |
| 19:00 (UTC+4)           | Parciales: 19-24, 21-19, 18-17, 26-25                       | Parciales: 19-24, 21-19, 18-17, 26-25 | Parciales: 19-24, 21-19, 18-17, 26-25                          | |  |
|                         | Estadísticas T. Shengelia 15 G. Shermadini 9 T. Shengelia 6 | Reporte Pts Reb Asts                  | Estadísticas 15 M. Spissu, A. Tessitori 7 G. Ricci 8 M. Spissu | Pabellón: Palacio Olímpico de Tiflis Árbitros: Ademir Zurapović Zdravko Rutešić Mehmet Karabilecen |  |

| 14 de noviembre de 2022 | España                                                | 84–72                                 | Países Bajos                                                        | Huelva                                                                                          |  |
| 20:30 (UTC+1)           | Parciales: 21-21, 22-22, 18-16, 23-13                 | Parciales: 21-21, 22-22, 18-16, 23-13 | Parciales: 21-21, 22-22, 18-16, 23-13                               |                                                                                                 |  |
|                         | Estadísticas D. Brizuela 16 M. Salvó 6 J. Fernández 7 | Reporte Pts Reb Asts                  | Estadísticas 19 O. Schaftenaar 4 Tres jugadores 5 K. van der Vuurst | Pabellón: Palacio de Deportes de Huelva Árbitros: Aleksandar Glišić Martin Vulić Josip Jurčević |  |

Tercera ventana
| 23 de febrero de 2023 | Países Bajos                                            | 80–88                                 | Georgia                                                                     | Almere                                                                      |  |
| 19:30 (UTC+1)         | Parciales: 19-17, 23-18, 20-31, 18-22                   | Parciales: 19-17, 23-18, 20-31, 18-22 | Parciales: 19-17, 23-18, 20-31, 18-22                                       |                                                                             |  |
|                       | Estadísticas Y. Kraag 23 Y. Kraag 9 K. van der Vuurst 8 | Reporte Pts Reb Asts                  | Estadísticas 25 T. Shengelia 6 T. Shengelia, G. Shermadini 3 Tres jugadores | Pabellón: Topsportcentrum Árbitros: Yener Yılmaz Igor Mitrovski Siniša Prpa |  |

| 23 de febrero de 2023 | Islandia                                               | 61–80                                 | España                                           | Reikiavik                                                                    |  |
| 19:45 (UTC+0)         | Parciales: 19-22, 14-21, 15-19, 13-18                  | Parciales: 19-22, 14-21, 15-19, 13-18 | Parciales: 19-22, 14-21, 15-19, 13-18            |                                                                              |  |
|                       | Estadísticas T. Hlinason 13 T. Hlinason 7 K. Jónsson 6 | Reporte Pts Reb Asts                  | Estadísticas 18 M. Salvó 13 T. Pérez 6 F. Bassas | Pabellón: Laugardalshöll Árbitros: Zafer Yılmaz Ivor Matějek Carsten Straube |  |

| 23 de febrero de 2023 | Italia                                               | 85–75                                 | Ucrania                                                | Livorno                                                                             |  |
| 21:00 (UTC+1)         | Parciales: 23-21, 20-22, 15-14, 27-18                | Parciales: 23-21, 20-22, 15-14, 27-18 | Parciales: 23-21, 20-22, 15-14, 27-18                  |                                                                                     |  |
|                       | Estadísticas N. Mannion 28 L. Severini 7 M. Spissu 7 | Reporte Pts Reb Asts                  | Estadísticas 15 I. Sanon 7 V. Gerun 3 Cuatro jugadores | Pabellón: Modigliani Forum Árbitros: Aleksandar Glišić Wojciech Liszka Martin Vulić |  |

| 26 de febrero de 2023 | Georgia                                                                                   | 77–80                                 | Islandia                                                          | Tiflis                                                                                          |  |
| 20:00 (UTC+4)         | Parciales: 19-19, 23-24, 18-19, 17-18                                                     | Parciales: 19-19, 23-24, 18-19, 17-18 | Parciales: 19-19, 23-24, 18-19, 17-18                             |                                                                                                 |  |
|                       | Estadísticas G. Shermadini 23 G. Shermadini, T. Shengelia 6 T. Shengelia, G. Tsintsadze 5 | Reporte Pts Reb Asts                  | Estadísticas 25 E. Friðriksson 10 J. Guðmundsson 5 A. Steinarsson | Pabellón: Palacio Olímpico de Tiflis Árbitros: Georgios Poursanidis Michał Proc Gvidas Gedvilas |  |

| 26 de febrero de 2023 | Ucrania                                        | 72–56                                | Países Bajos                                            | Riga                                                                        |  |
| 18:00 (UTC+2)         | Parciales: 18-17, 16-14, 23-8, 15-17           | Parciales: 18-17, 16-14, 23-8, 15-17 | Parciales: 18-17, 16-14, 23-8, 15-17                    |                                                                             |  |
|                       | Estadísticas I. Sanon 17 V. Konev 7 I. Sanon 5 | Reporte Pts Reb Asts                 | Estadísticas 16 Y. Kraag 8 Y. Kraag 9 K. van der Vuurst | Pabellón: Arena Riga Árbitros: Oskars Lucis Dariusz Zapolski Ariadna Chueca |  |

| 26 de febrero de 2023 | España                                                         | 68–72                                 | Italia                                                             | Cáceres                                                                                            |  |
| 18:00 (UTC+1)         | Parciales: 16-13, 13-20, 15-19, 24-20                          | Parciales: 16-13, 13-20, 15-19, 24-20 | Parciales: 16-13, 13-20, 15-19, 24-20                              | |  |
|                       | Estadísticas T. Pérez 15 J. Núñez, T. Pérez 8 Tres jugadores 3 | Reporte Pts Reb Asts                  | Estadísticas 19 G. Caruso 9 L. Severini 4 D. Flaccadori, M. Spissu | Pabellón: Pabellón Multiusos Ciudad de Cáceres Árbitros: Gatis Saliņš Martin Horozov Péter Praksch |  |

## Clasificados
| Alemania | Eslovenia | España | Finlandia | Francia | Georgia |

| Grecia | Italia | Letonia | Lituania | Montenegro | Serbia |

## Líderes estadísticos
| Categoría   | Jugador           | Promedio |
| ----------- | ----------------- | -------- |
| Puntos      | Elvar Friðriksson | 20,7     |
| Rebotes     | Tryggvi Hlinason  | 10       |
| Asistencias | Ludvig Håkanson   | 7,4      |
| Robos       | Aleksa Avramović  | 2,3      |
| Bloqueos    | Tryggvi Hlinason  | 2,2      |
| Minutos     | Thaddus McFadden  | 35,9     |
| Eficiencia  | Tryggvi Hlinason  | 22,8     |

| Categoría   | Equipo  | Promedio |
| ----------- | ------- | -------- |
| Puntos      | Italia  | 88,1     |
| Rebotes     | Ucrania | 41,6     |
| Asistencias | España  | 21,4     |
| Robos       | Francia | 10,5     |
| Bloqueos    | Francia | 4,3      |
| Eficiencia  | Francia | 100,8    |